# Quartiere di Porta Sant'Anna
Il Quartiere di Porta Sant'Anna, detto anche "Piano Sant'Angelo o Terranova", è uno dei quartieri storici di Chieti.
Occupa una vasta parte a Nord del centro antico, prevalentemente poco abitata durante l'epoca romana, poiché sorge fuori dall'antica Via Ulpia, è compreso tra via Arniense, Piazza Matteotti (antico Piano Sant'Angelo), Piazza Garibaldi (ex porta Sant'Anna), via Nicola da Guardiagrele, via Addolorata, bia Sant'Eligio, via San Michele, e viale Alessandro Valignani, sino a raggiungere il Piazzale Sant'Anna presso il cimitero e la chiesa.
È il quartiere storico più antico di Chieti, sorto dai Longobardi, attorno al piano Sant'Angelo, noto anche come Largo Carisio e poi piazza Matteotti, dove si sviluppò un piccolo nucleo con capoella dedicata a san Michele, demolita negli anni 30.

## Storia
Fondato sicuramente durante l'epoca longobarda, dal toponimo del piazzale "Piano Sant'Angelo", da cui si accede dal termine della Via Ulpia, o di via Cesare De Lollis, il nome deriverebbe dalla costruzione probabile di una piccola cappella dedicata a San Michele, protettore di questo popolo. La chiesetta si trovava nella zona di sbocco di via De Lollis sulla piazza, fu demolita nel 1937 per allargare l'accesso allo slargo. Si pensa inoltre che esistesse, oltre a Porta Sant'Anna, un'altra piccola porta di accesso al piazzale, dall'attuale viale Giovanni XXIII.
Porta Sant'Anna era l'accesso più orientale di Chieti, che permetteva l'ingresso del borghetto Sant'Anna (zona cimitero con la cappella ottocentesca) dalla via Boreale (attuale viale Alessandro Valignano) a via Arniense, il centro vero e proprio, dalla chiesa di Sant'Antonio abate, passando per lo slargo creato nel tardo Ottocento, nominato piazza Giuseppe Garibaldi. Sviluppatosi nel XV-XVIII secolo in un'area prevalentemente campestre, insieme al rione Terranova, vedeva nel Medioevo solo monasteri: quello di Sant'Antonio abate degli Ospitalieri di Vienna, quello dell'Annunziata delle Benedettine (oggi chiesa di Santa Maria Maddalena), la chiesa di Sant'Eligio e l'antico convento delle Clarisse, oggi chiesa di San Giovanni dei Frati Cappuccini. Durante l'allargamento delle mura, come visibile da una pianta settecentesca della città, testimonianza ancora presente, furono erette torri lungo via Nicola da Guardiagrele, oggi è visibile un torrione cilindrico  altre tracce di torri sono in un edificio nella circonvallazione Salomone, a nord del quartiere Terranova, i confini di via Arniense,la strada maggiore, sono con il tratto murario del rione Porta Pescara, o Trivigliano. 
Nella metà del XVI secolo, durante le tensioni per la guerra del Tronto, il comandante Ascanio Della Corna decise di fortificare Chieti dal punto nord orientale, demolendo la chiesa di Santa Maria presso la porta omonima, erigendo torri,  fortificando anche il torrione di via Nicola da Guardiagrele ed erigendo due torri a Porta Sant'Anna. Tali torri insieme alla porta furono abbattute poco dopo il 1860 per ampliare l'accesso da Oriente a Chieti. 
Una piccola porta a mo' di zona del dazio, oggi abbattuta, venne ricostruita con l'edificazione della Caserma Vittorio Emanuele, poi Francesco Spinucci, affiancata da una torretta neogotico, ma si trattava solo di una posizione di controllo militare. Presso l'area della vecchia  porta, fu costruita la scuola elementare Sant'Anna.

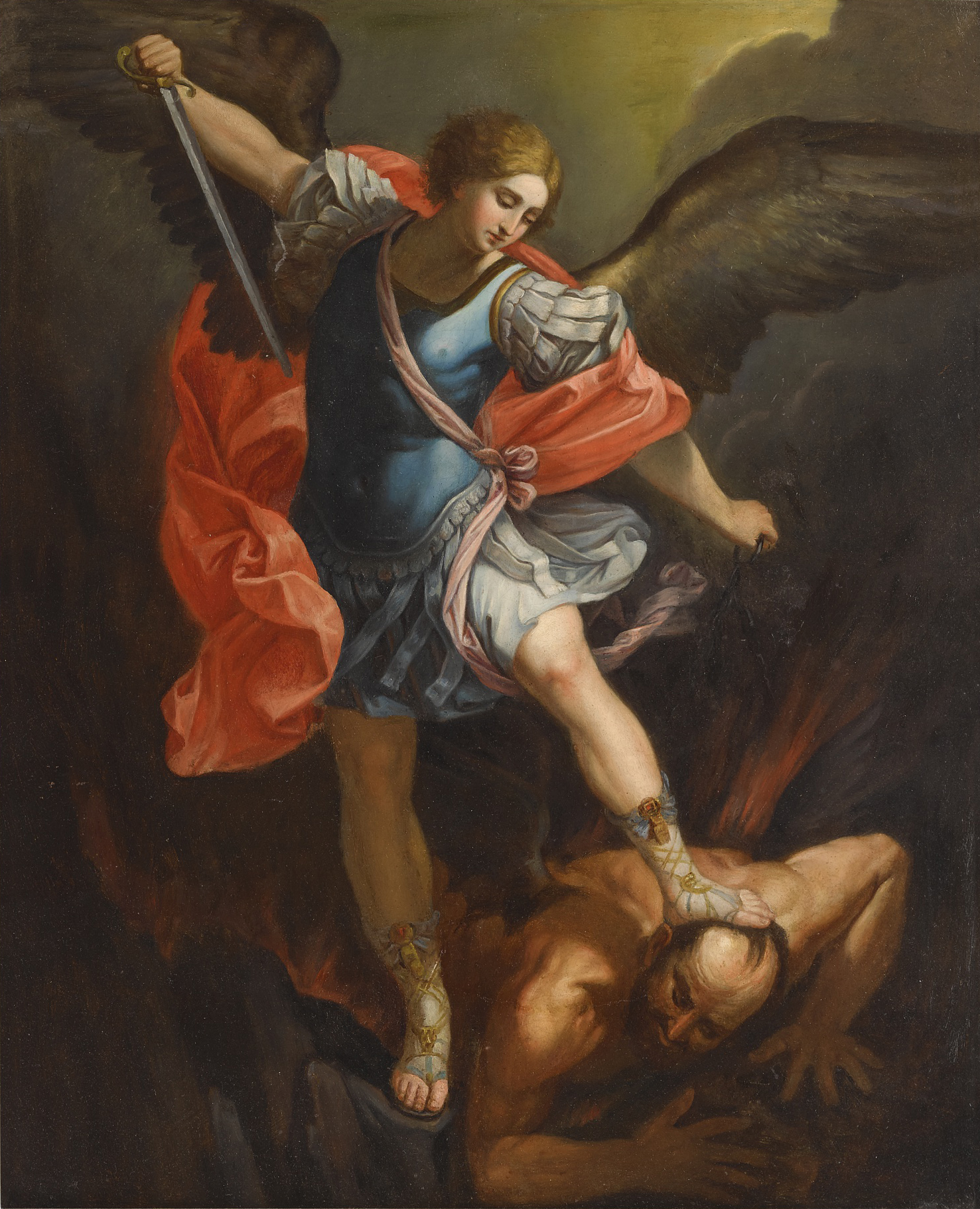
San Michele, patrono del quartiere, in un dipinto di Guido Reni

Il Piano Sant'Angelo, in dialetto "lu Piane Sant'Agnele", dall'Ottocento cambiò nome per volere municipale in Largo Garisio, in ricordo dell'oratore ateniese, ma mantenne sempre popolarmente questo toponimo per la presenza della chiesetta. Negli anni '50 la piazza fu intitolata a Giacomo Matteotti, il deputato socialista assassinato nel 1924, i cui responsabili furono processati a Chieti nel 1926.
Nella zona del piazzale sorgevano altre cappelle, una di Sant'Eligio, presso l'omonima strada, e di Sant'Antonio Piccolino, appena fuori Porta Sant'Anna. Questa porta era la più settentrionale degli ingressi tra le mura di Chieti, situata all'imbocco da via Arniense da Piazza Garibaldi, presso la chiesa di Sant'Antonio Abate.
Questa chiesa insieme a quella di Sant'Anna, situata nell'area del cimitero ottocentesco, è una delle più antiche del quartiere, successivamente nel XVI secolo vennero costruiti i monasteri delle Clarisse (Santa Chiara in via Arniense) dell'Addolorata (via Madonna dei Sette Dolori), di San Giovanni Battista dei Cappuccini (via Sette Dolori), e la chiesa della Maddalena con annesso ex orfanotrofio in via C. De Attiliis.
Il quartiere non era densamente popolato, almeno sino ai primi anni del XIX secolo, ad esempio nel XVI secolo nella zona di contrada Santo Spirito (il quadrilatero compreso tra via Arniense, via salita Santa Chiara, via delle Clarisse, via Sette Dolori), fu concesso alle monache Clarisse di edificare il nuovo monastero dentro le mura, mentre la zona di via De Attiliis e via Nicola da Guardiagrele ugualmente si popolò tra Ottocento e Novecento.
Lo stradone principale che attraversa il quartiere, e lo collega al corso Marrucino, nella zona d'intersezione con piazzetta Zuccarini e via dei Toppi, si chiama Via Arniense, deve il nome alla gens Arnia cui fu affidata la provincia di Teate durante il governo di Augusto imperatore, ricompattata nella Regio IV del Sannio.

### Aspetti della città nell'Ottocento: le mura e le ville
Alla fine del secolo le modifiche, oltre al piano Pomilio, si vedono con l'ascesa delle famiglie alto-borghesi dei Frigerj-Nolli e dei Mezzanotte-Mazzella. Il barone Frigerj aveva fatto realizzare nel 1830 la villa gentilizia presso il Piano Sant'Andrea dove si trovava il convento adibito a caserma Bucciante con ospedale, i Nolli si erano stabiliti più a nord-ovest, presso la villa dove oggi si trova il Seminario pontificio regionale, e via San Rocco, piazzale della chiesa di Santa Maria della Civitella. Il Casino Mazzella costituiva uno degli elementi di urbanizzazione ad estremo nord-est, nel quartiere Gaetani-D'Aragona (oggi Sacro Cuore), poco distante dalla villa Obletter, presso la chiesa di Santa Maria de Cryptis. Mentre gli interventi Frigerj-Nolli interessavano i tratti che già dal 1806 erano previsti in un piano di riqualificazione, ossia la villa fuori Porta Sant'Andrea, il piano dei Mezzanotte-Mazzella si concentrava sull'urbanizzazione delle campagne e delle parti rimaste vergini all'interno delle mura, come nel quartiere Trivigliano-Santa Maria, dove venne edificato il cosiddetto "grattacielo".
Sempre nella seconda metà dell'Ottocento prese avvio la costruzione di piccole industrie, come il liquorificio Barattucci (1840) a Porta Pescara, e dal 1864 la Società teatina del Gas, privatizzata nel 1882, mentre a nord-ovest, a ridosso del colle della Misericordia, nei dintorni di via Colonnetta, prendevano avvio le fabbriche di mattoni e laterizio, le "fornaci". di via Colonnetta. Nel 1879 Filandro Quarantotti progettò la costruzione di un altro istituto tecnico come "Scuola d'Arte applicata all'Industria", mentre nel 1881 prendeva avvio l'istituto professionale femminile.

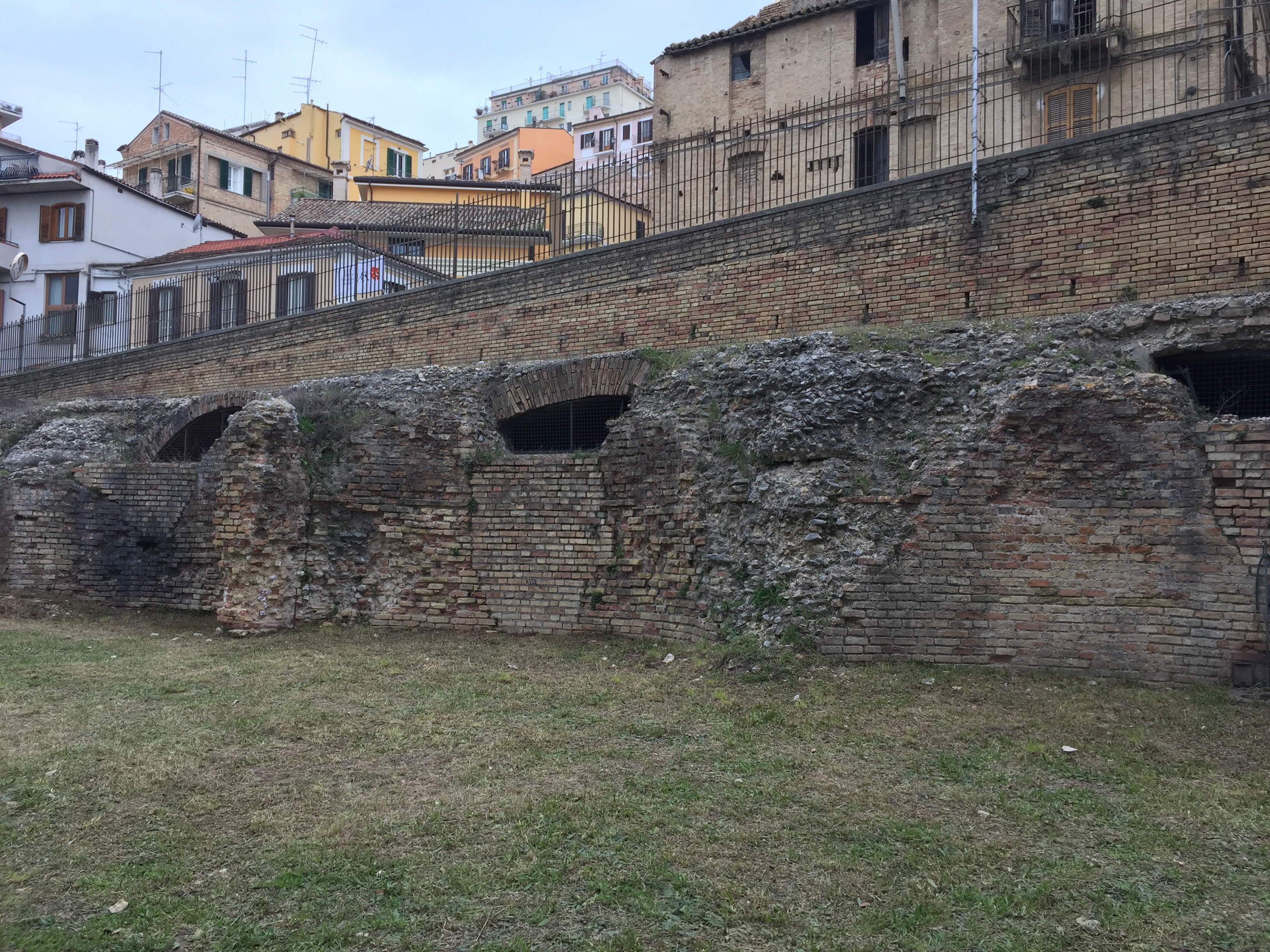
Cisterna romana

Se dunque da una parte c'era l'interesse economico ed espansionistico di Camillo Mezzanotte, dall'altra c'era la contraddizione delle caserme militari, che dal 1809 erano state costituite all'interno dei conventi soppressi. La storia militare di Chieti iniziava intorno al 1513, quando il re Carlo V dette avvio al definitivo processo di fortificazione del fiume Pescara e della valle costruendo la fortezza spagnola attorno Pescara, baluardo comunicante con le altre fortezze di Rocca Capo d'Atri e di Civitella del Tronto. Andando più avanti alla metà dell'Ottocento, l'apparato murario del XV-XVI secolo era andato dissolvendosi, poiché il ruolo delle mura era decaduto da sistema difensivo contro attacchi a quello di contenimento sanitario e di pagamento doganale per l'ingresso delle merci alla città. Per questo erano scomparsi ingressi come Porta Santa Caterina (o da un solo occhio lungo via Asinio Herio), Porta Reale al teatro romano, la Porta Sant'Andrea (di cui si era progettata una ricostruzione in forme monumentali mai realizzata, e dunque il torrione venne inglobato nella chiesa della Trinità come cappella del Sacramento) e la Porta di Santa Maria, presso la chiesa di Sant'Agostino e la caserma Pierantoni.

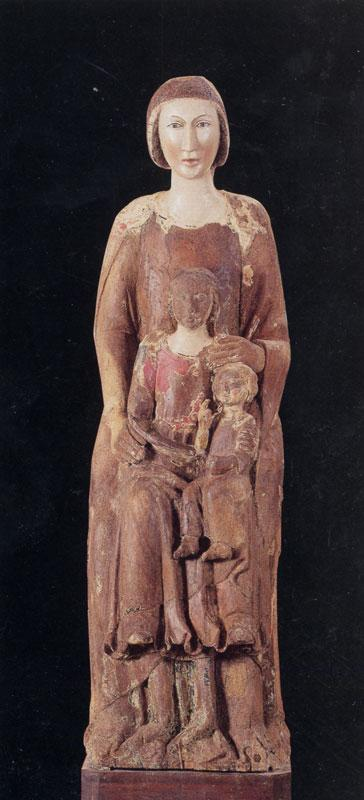
Statua di Sant'Anna Metterza, rinvenuta nella parrocchia di Sant'Anna, conservata nel Museo Diocesano Teatino

Altre problematiche riguardavano il rifornimento idrico della città, messe allo scoperto già nel 1846 da Giovanni Mazzella, che tentò di risolvere la cosa con pozzi artesiani, mentre nel 1864 si pensò di captare l'acqua direttamente dalla Maiella con un acquedotto. A queste incognite si pensò di dare risposta con l'allargamento della città oltre le mura, che vennero definitivamente demolite o inglobate nelle case; caso contraddittorio comunque, dato che l'area lasciata all'aperto dalla demolizione, negli anni '60 venne rioccupata da palazzoni vari popolari. Nel 1849 il generale Landi occupò Piazza Grande (oggi di San Giustino), istituendovi un presidio militare, che andrà poi a costituire il Palazzo di Giustizia negli anni '20 del Novecento. La militarizzazione dapprima francese (1809-1815) e poi dal 1860 con Giuseppe Salvatore Pianell, come detto comportò l'occupazione dei principali conventi soppressi, la Civitella con l'anfiteatro e l'ex convento del Carmine divenne polveriera (1872), nel 1885 con il piano riqualificatore di Pomilio venne demolito il bastione del convento dei Cappuccini (oggi sede distaccata della CariChieti affacciata su Piazza Garibaldi) a Porta Sant'Anna, privilegiando il piano Gaetani-D'Aragona, che aveva soltanto poche case dei Cavallo, Obletter, Mazzella; infatti proprio qui verrà edificato il nuovo cimitero civile presso la chiesetta di Sant'Anna.

### Cambiamenti urbani nell'Unità d'Italia
L'area del Trivigliano tra Porta Pescara e Fonte Vecchia rimase in mano ai militari, con l'istituzione della caserma Pierantoni presso il convento di Santa Maria, in modo da controllare i traffici provenienti dal porto di Pescara. Tuttavia proprio questo collegamento con Pescara nella prima metà dell'Ottocento aveva fatto percepire possibili spiragli di un futuro economico più prolifico. Intanto nel 1847 Ferdinando II delle Due Sicilie proponeva di dislocare la colonna mobile d'artiglieria dall'Aquila a Chieti, per acquartierarla proprio nell'ex convento dei Cappuccini a Porta Sant'Anna; ma alla fine si scelse per il terreno più vasto e aperto dell'ex monastero di Sant'Andrea degli Zoccolanti, che divenne la caserma Bucciante con annesso ospedale militare.
Le ragioni militari sembrarono insomma, sino almeno agli anni Settanta dell'Ottocento, prevalere sui quelle comunali, dato che sulla neonata Piazza Garibaldi fuori Porta Sant'Anna, venne eretta anche la Caserma "Vittorio Emanuele II" (oggi dedicata a F. Spinucci), e bisognerà attendere nel 1885 il piano Pomilio, essendo decaduto il piano Vigezzi-Spatocco. La militarizzazione dei conventi all'interno delle mura riguardò i monasteri del Carmine (presso la Civitella - chiesa di Santa Maria in Civitellis), degli Zoccolanti (Sant'Andrea), dei Cappuccini (San Giovanni Battista), dei Domenicani (chiesa di San Domenico, definitivamente sostituita nel 1913-14 dal Palazzo della Prefettura su Piazza Umberto I e dal Palazzo Provinciale lungo il corso Marrucino), dei Paolotti (chiesa di San Francesco di Paola con il convento adibito a carcere), dei Gesuiti (chiesa di Sant'Ignazio trasformata nel 1818 nel teatro "San Ferdinando" poi Marrucino, e l'ex Collegio adibito a struttura civile, il Palazzo Martinetti-Bianchi), delle Clarisse (chiesa di Santa Chiara su via Arniense, con l'ex convento oggi comando dei Carabinieri) e degli Scolopi (chiesa di San Domenico Nuovo al corso Marrucino, con accanto il convitto regio "Giovan Battista Vico").
Il capitolo riguardo alla soppressione dei conventi fu chiuso nel 1848 dal vescovo Saverio Bassi, dopo un malaugurato incidente avvenuto nell'ex convento dei cappuccini, che rischiò di scatenare una repressione antiliberale da parte dei piemontesi. Lo stesso vescovo assunse posizioni contrastanti nell'ambito clericale teatino, poiché nel 1813 aveva acconsentito a sconsacrare definitivamente la chiesa di Sant'Ignazio per i lavori di realizzazione del teatro pubblico. Il vescovo seguente Giosuè Maria Saggese si adoperò per l'ampliamento del seminario diocesano su Corso Marrucino e via Arniense e per modificare la Cattedrale, essendo cessate le attività edilizie dei principali monasteri. Lo storico Palazzo Valignani di proprietà diocesana affacciato su Piazza Vittorio Emanuele (ossia San Giustino) venne riutilizzato come sede municipale, mentre nel 1843-46 veniva riadattata la torretta della Porta Sant'Andrea, venendo inglobata nella chiesa della Trinità, mancando il progetto di ricostruzione in forme neoclassiche e monumentali. Nel 1853 venne demolito anche il portello di San Nicola, che si trovava all'ingresso del corso Galiani (oggi Marrucino) venendo da Piazza della Trinità, collegato al Palazzo Tabassi e alle varie casupole che si erano andate a realizzarsi sull'area della fiera dell'anfiteatro (area comunemente detta Fiera Dentro per distinguerlo da Fiera Fuori dell'anfiteatro sulla Civitella).
Nel 1875 lungo il corso venne fondato l'Istituto per orfani "San Camillo de Lellis", nobilitando questa parte di costruzioni civili a un piano unico.

### L'avvio della città verso la moderna borghesia
In questi anni venne adeguato anche il corso Galiani, che seguiva l'antico tracciato Marrucino romano, ma era spezzettato in più punti dalla disorganicità delle case (oggi quasi del tutto sparite per la costruzione negli anni '20 dei palazzi neoclassici), e nell'area del Piazzale Giovan Battista Vico troncato dal campanile degli Scolopi della chiesa di Sant'Anna. Nel 1863 si propose la demolizione della chiesa di San Domenico vecchio del XIII secolo, antica gloria dei Padri Domenicani, per lasciar maggiore spazio al corso Galiani, che nell'attuale Piazzetta Martiri della Libertà (dove si affacciano l'ex CariChieti e l'ingresso del Palazzo de' Mayo), si restringeva notevolmente, impedendo quasi il passaggio delle carrozze. Il progetto di demolizione però venne avviato solo nel 1913-14. Il sacrificio della chiesa di San Domenico ha dimostrato il primo atto della riqualificazione totale del corso Marrucino per la ragion di stato di ammodernamento della città, come segno di rifiuto e di distacco dall'antico e disorganico impianto rinascimentale-barocco. Il collegamento all'altezza di Largo Mercatello, il ridisegno della facciata del palazzo arcivescovile su Largo del Pozzo, il rifacimento totale del vecchio Palazzo Valignani per lasciar posto alla Banca d'Italia, la demolizione della chiesa di San Giovanni Gerosolimitano nel 1876, la sistemazione della scala monumentale davanti a San Francesco d'Assisi sono solo dettagli di questa vasta operazione urbanistica.

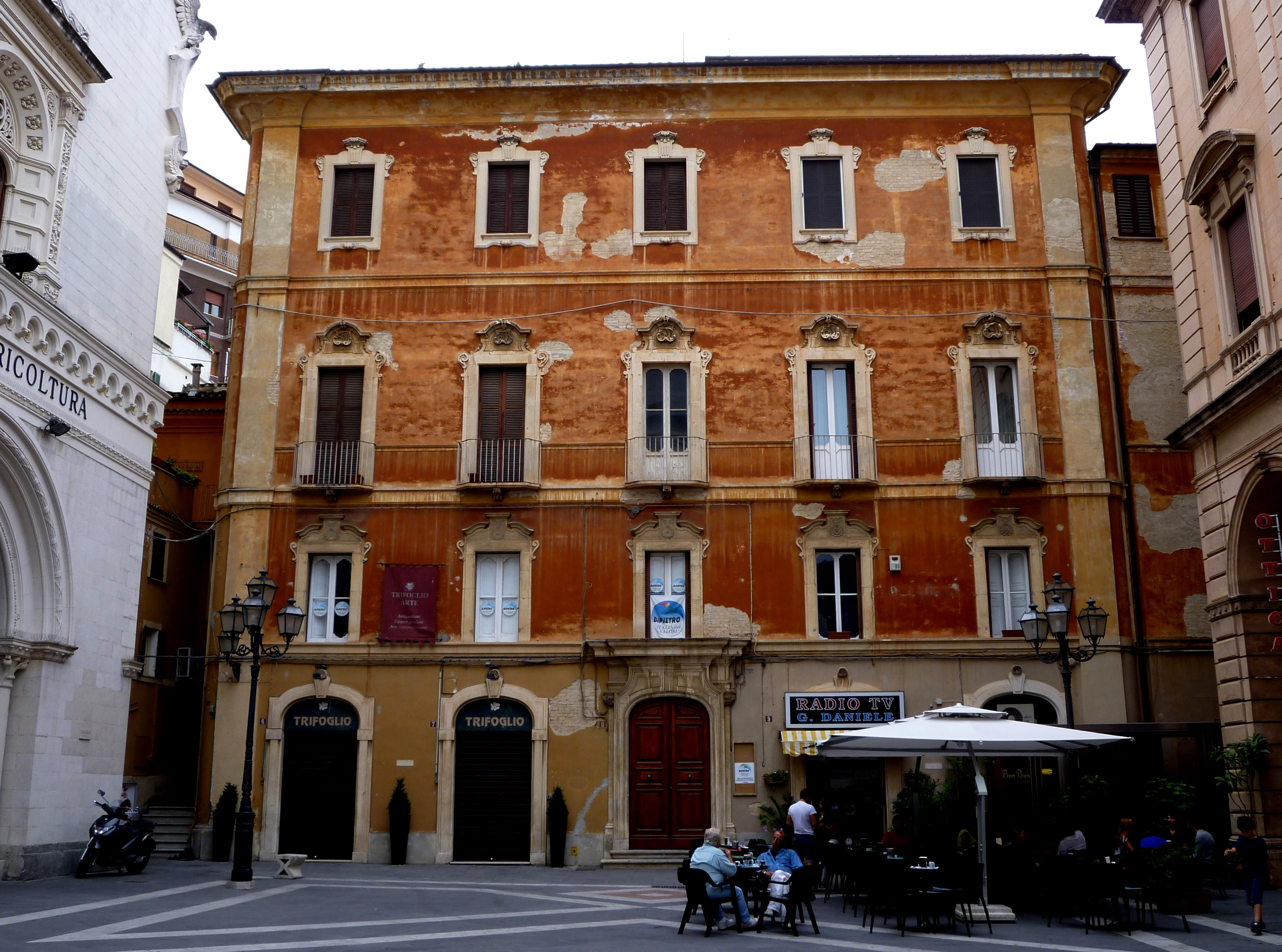
Palazzo Fasoli, unico elemento superstite del rifacimento di Piazza Giambattista Vico

In questo secolo scomparvero, oltre alla chiesa dei Cavalieri di Malta, anche le piccole Sant'Antonio a Porta Sant'Anna (1822) e di Sant'Eligio (1860), che doveva trovarsi presso il Piano Sant'Angelo (oggi Piazza Mettotti), come suggerisce l'omonima via. In questi anni nella periferia si andò realizzando l'espressione della nobile o altoborghese villa rustica, il cui archetipo è il Palazzo baronale di Federico Valignani a Torrevecchia Teatina. Le più rappresentative sono Villa Obletter e Villa Mezzanotte a Santa Filomena; dall'altra parte con l'arrivo del turismo balneare sempre d'alta classe, i signori della città andarono a realizzare le loro case presso Francavilla al Mare, che attirò anche progettisti di rilievo quali Antonino Liberi, che nel 1888 realizzò il Kursaal "Sirena", andato distrutto poi nel 1934-44; dall'altra parte anche Castellammare Adriatico, più di Pescara (i due comuni separati dal 1807 si riunirono con la legge regia del 1927), subì questa massiccia ondata di costruzioni gentilizie di gusto eclettico, per la potenzialità del turismo balneare.

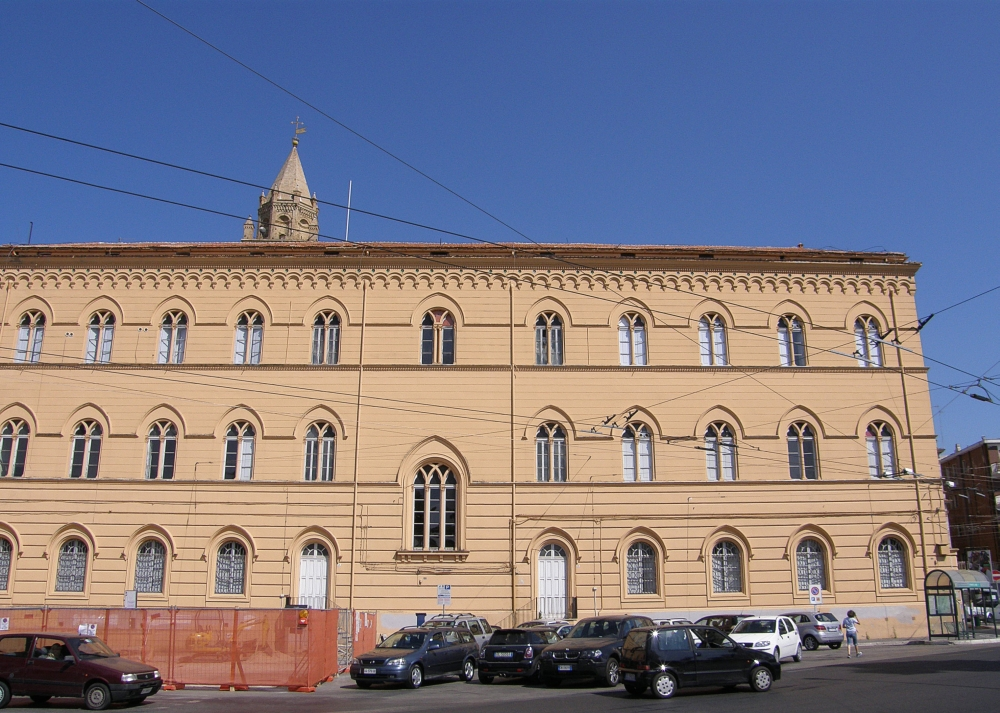
Palazzo di Giustizia in stile neogotico (anni '20), in Largo Cavallerizza

Nel XIX si provvedette come detto all'accomodamento del corso Galiani, che tra il palazzo arcivescovile e il palazzo dell'Università (dei Valignani - Banca d'Italia) in Largo del Pozzo si biforcava verso via degli Orefici (via Pollione) e via dello Zingaro (via C. de Lollis) verso la zona della Terranova, dopo il Piano Sant'Angelo, impedendo un collegamento diretto con Porta Pescara, che si trovava al termine di viaa Toppi, dopo l'incrocio del corso Galiani a nord con via Arniense, all'altezza del seminario diocesano. Con il piano del 1875 molti palazzi vennero "tagliati" o arretrati, per stabilire il contatto con Largo Mercatello (Piazza Malta) e la via Ulpia (via Toppi) che proseguiva in direzione di Porta Pescara.
In questa maniera quest'unico asse viario del corso Galiani metteva in collegamento Porta Sant'Andrea a sud, con Porta Pescara e Santa Maria a nord, e all'intersezione con la seconda grande strada Arniense che a nord-est collegava il centro a Porta Sant'Anna, mentre ad ovest terminava in Porta Bocciaia (oggi Largo Cavallerizza).

### Altri risanamenti della città alla fine del secolo
La realizzazione dell'opera del corso iniziò definitivamente nel 1893, durò 7 anni, partendo dalla sistemazione della Piazza Grande, con lo sfratto delle famiglie che abitavano nelle casupole e la ripavimentazione e ricostruzione di nuovi edifici monumentali. Sanificata anche la via del Popolo, venne sterrato il rilievo davanti alla facciata di San Francesco d'Assisi, mentre si sistemavano anche largo del Pozzo e il tratto iniziale di via Ulpia, salutata come una vera opera di risanamento della città. Montalbetti, visto il portone della facciata di San Francesco "sospeso" per aria dopo lo sbancamento del rilievo, pensò di compensare con la realizzazione di una scala monumentale, ancora oggi esistente, mentre l'ingegner Mammarella realizzò degli scavi di 7 metri per ridurre la pendenza di via del Popolo che collegava la via Ulpia sino a Piazza Vittorio EmanueleNel 1888 vennero progettati dei portici da realizzare in Piazza del Pozzo, non completati, nel 1894 si pensò anche alla realizzazione di una galleria commerciale su ispirazione delle città maggiori d'Italia.

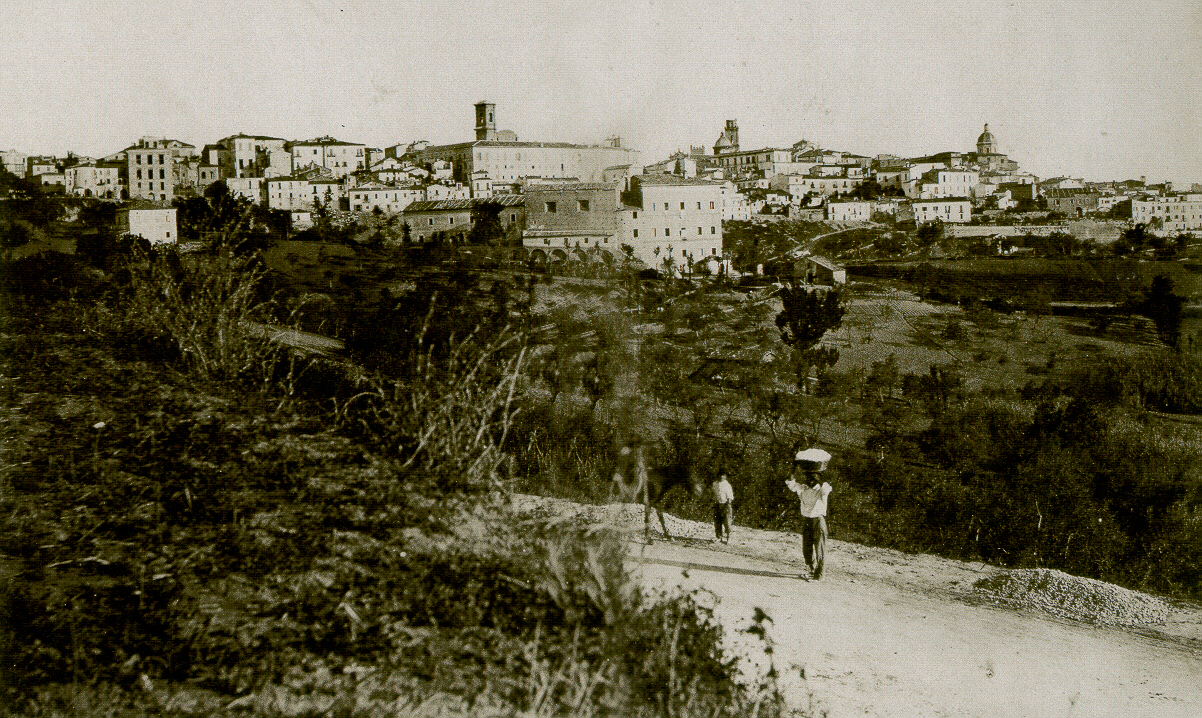
Veduta di Chieti dalla strada Santa Barbara, si riconosce in basso la vecchia chiesa di Materdomini, e sotto la torre di San Giustino la cupola della chiesa di San Domenico vecchio

In quest'anno si registrano anche malumori tra il Comune e il Ministero degli Interni per l'erogazione di fondi, vengono realizzati i progetti del piano Pomilio (1885) per la creazione di Piazza Garibaldi fuori Porta Sant'Anna, per collegare la periferia a nord-est con il Colle Sant'Andrea, dove venne realizzata la villa comunale. In sostanza gran parte delle mura erano state smantellate, ad eccezione di alcuni tratti di via G. Salvatore Pianell, Porta Reale, Porta Zunica (Largo Cavallerizza) e Porta Pescara; il tracciato storico della via consolare Valeria era stato compromesso con i lavori del nuovo corso. L'andamento di questa strada si estendeva dalla pianura di Pescara e attraverso contrada Santa Maria Calvona, a sud della Civitella, risaliva il colle teatino sino ad approdarvi, e raggiungeva appunto mediante il corso Porta Pescara, discendendo di nuovo la pianura verso il TricallePorta Sant'Anna (imbocco di via Arniense da Piazza Garibaldi) e Porta Zunica saranno le ultime ad essere demolite nel 1860 e nel 1894, quest'ultima è ancora visibile in storiche fotografie, permetteva l'accesso a Piazza San Giustino dalla Cavallerizza, ed era composta di tre archi in stile neoclassico, essendo stata rifatta nel XVIII sec.
Da un lato veniva riqualificato il piano fuori Porta Sant'Anna da Pomilio con la costruzione della nuova caserma d'artiglieria, la "Vittorio Emanuele II" (oggi Spinucci), e veniva realizzata la strada Boreale per collegare la città al borghetto Sant'Anna; dall'altra parte dalla Trinità veniva realizzata la strada con la villa pubblica presso la proprietà del barone Frigerj, ad ispirazione del boulevard parigino (1883). Ferrante Frigerj acconsentì a cedere la casa nel 1865 per ospitare la Regia scuola Tecnica (oggi è il "Ferdinando Galiani"). La villa pubblica sarà completata nel 1893, presso l'area dell'ex convento degli Zoccolanti di proprietà della caserma Bucciante, arricchita di panchine, una fontana monumentale in ghisa comprata dall'Esposizione nazionale di Parigi, di un laghetto, di una cassa armonica, e di un impianto d'illuminazione a gas. Proprio all'ingresso della villa vennero realizzati dei bagni pubblici in gusto eclettico e neoclassico, demoliti però nel 1934 per realizzare il Palazzo OND.

### Sobborgo Sacro Cuore
Costruito a partire dai primi anni del Novecento, esso parte da Piazza Garibaldi, dove venne costruita la Caserma d'artiglieria "Vittorio Emanuele" (oggi intitolata al Tenente Francesco Spinucci), segue via Alessandro Valignani, biforcata all'altezza del sagrato della parrocchia del Sacro Cuore di Gesù invia Arniense e via Ferdinando Ferri, che costeggia l'ex Caserma Berardi, ricollegandosi al piazzale della chiesetta di Sant'Anna. Questa chiesa doveva estere sin dal Medioevo, per il ritrovamento della statua della "Sant'Anna Metterza" con la santa, la Madonna e il Bambino, ma l'aspetto attuale è frutto di un rifacimento neoclassico di fine Ottocento, insieme al cimitero di ingresso.
Durante il governo spagnolo, questo piazzale era il punto di partenza per la corsa dei cavalli senza fantino, denominata "lu Ricchiapp", poiché il cavallo vincitore veniva riafferrato per il morso al termine del percorso in Piazzetta Zuccarini, dove si trova l'esedra della vecchia pescheria; il percorso dunque includeva dal piazzale via Alessandro Valignani, Piazza Garibaldi, via Arniense, Piazza Matteotti, sino ad arrivare all'incrocio con il Corso Marrucino e via Toppi.
Il quartiere "Sacro Cuore" nel Novecento si è ulteriormente sviluppato al livello edilizio con nuove case, e la costruzione dell'Ospedale civile "Santissima Annunziata" negli anni '50, poi trasferito a Chieti Scalo, e del Liceo Tecnico Industriale "Luigi di Savoia", completato nel 1865-79, ma ampliato notevolmente durante il governo fasciata con una nuova struttura attigua alla storica.

## Monumenti

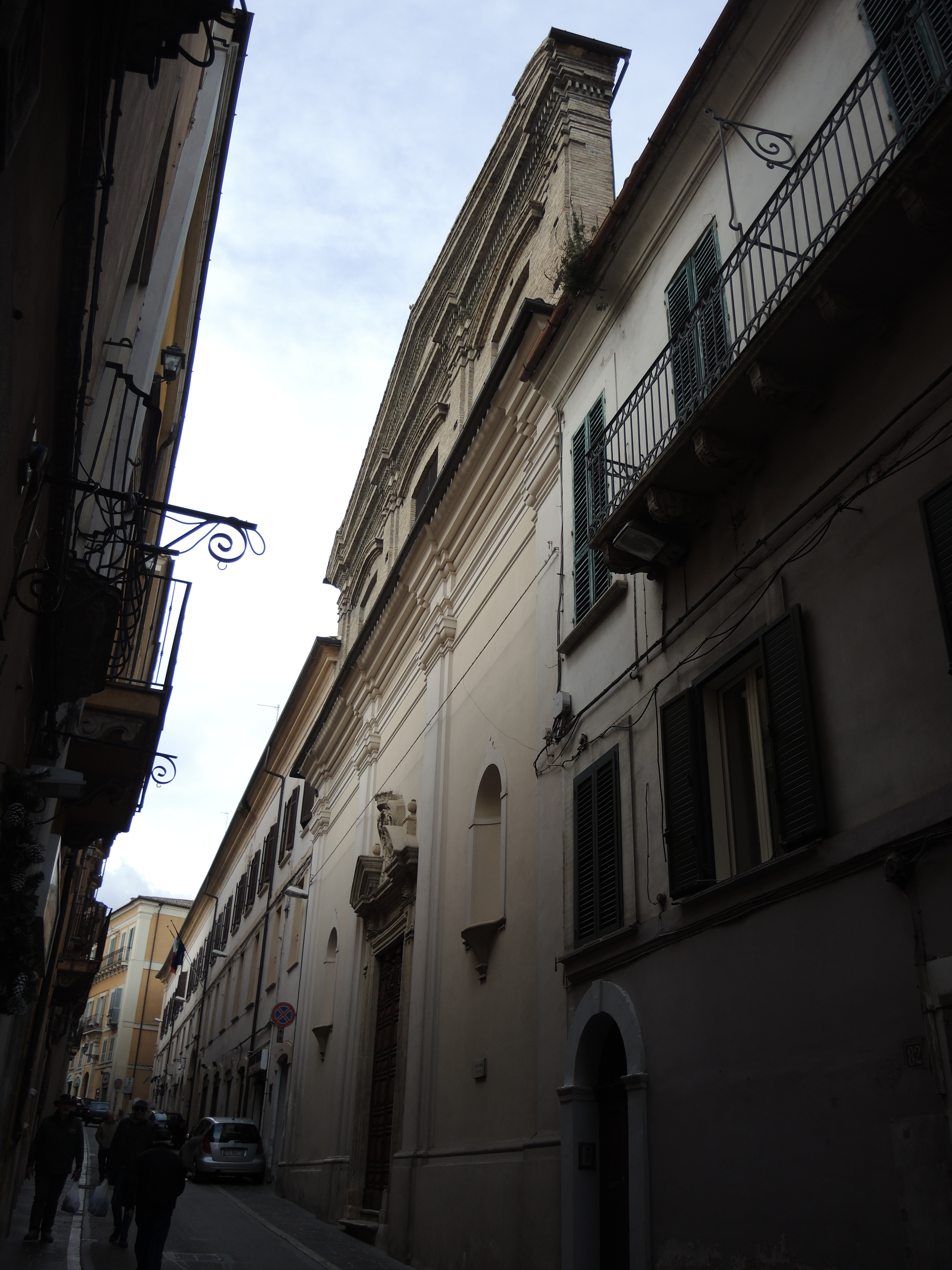
Facciata su via Arniense
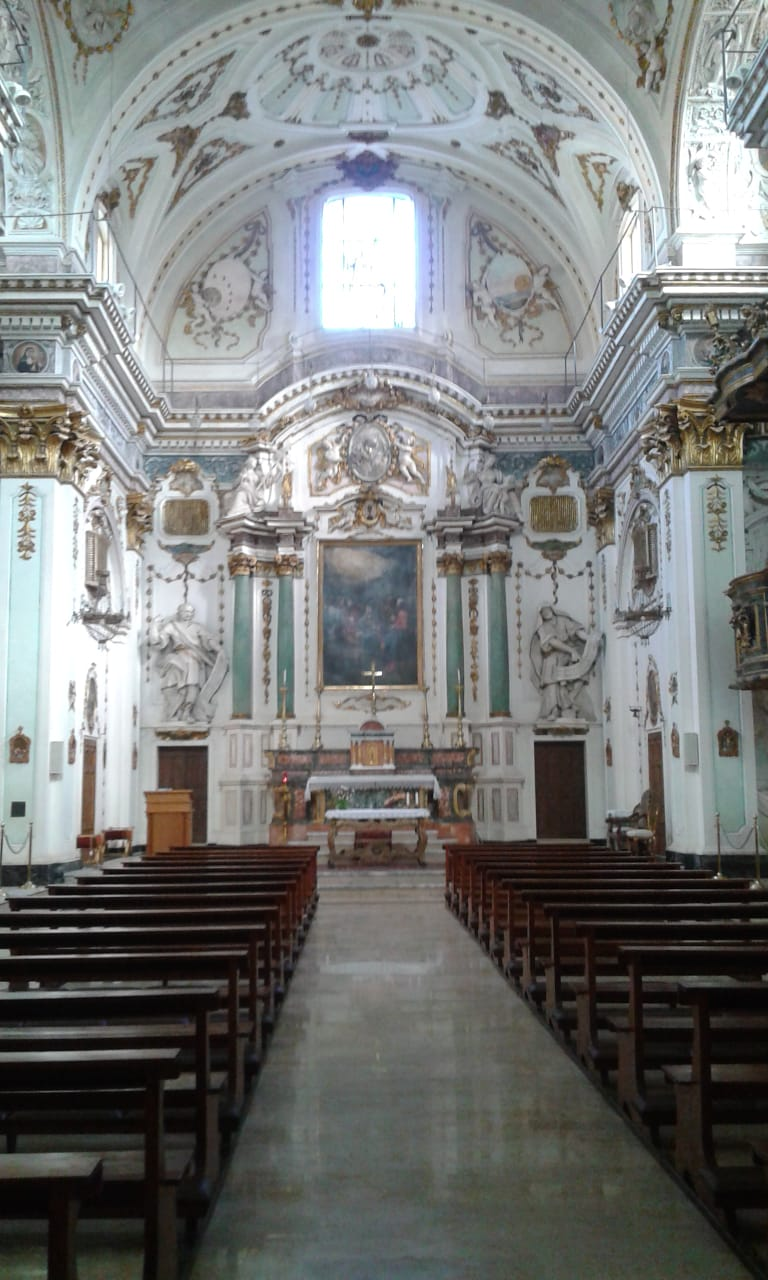
Interno, la navata
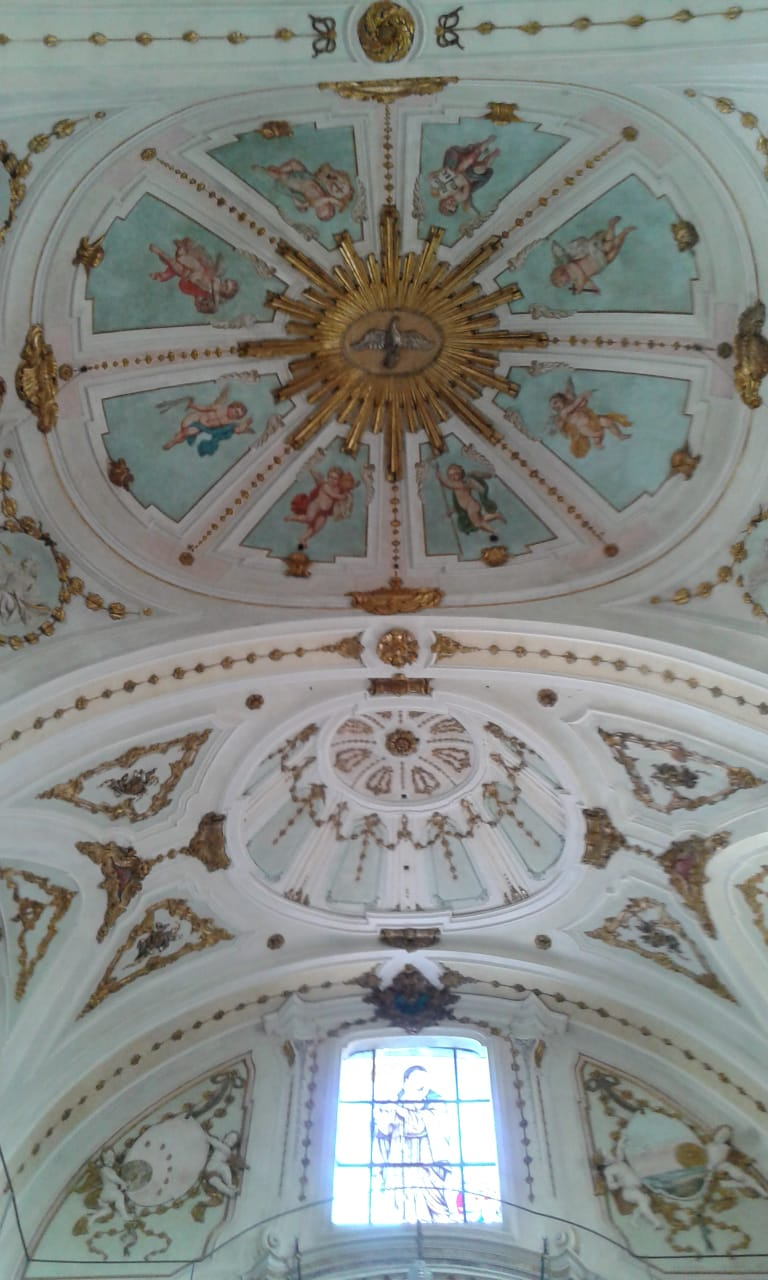
Particolare della pseudo cupola, con la colomba dello Spirito Santo
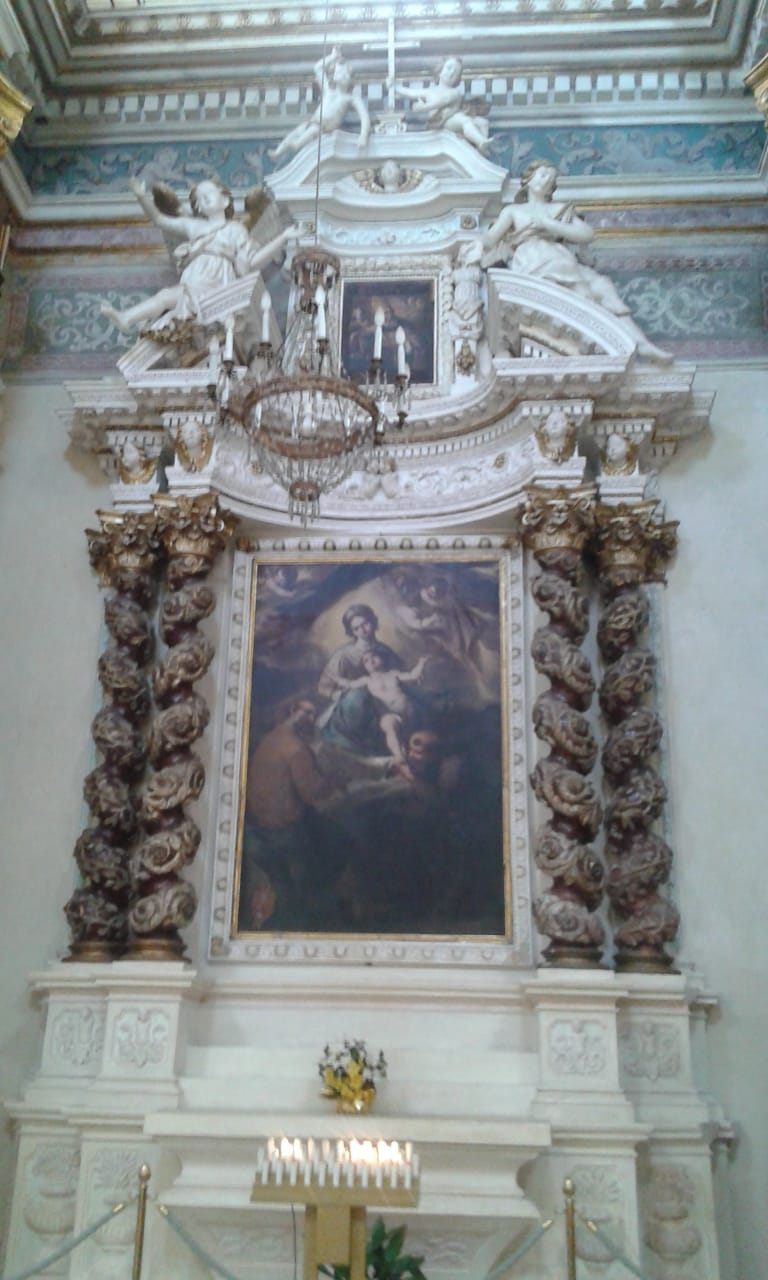
Cappella della Madonna col Bambino tra San Francesco e San Giuseppe, opera di Giuseppe Spinelli
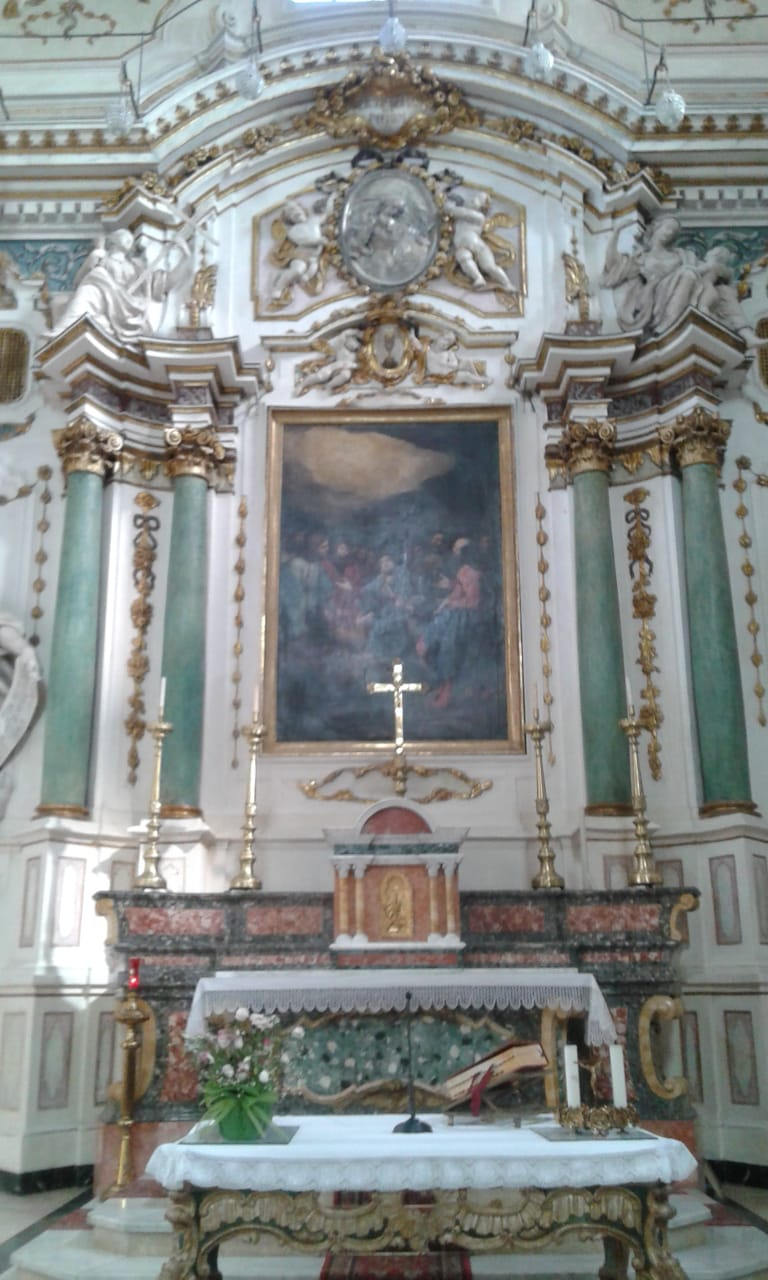
ALtare di Santa Chiara
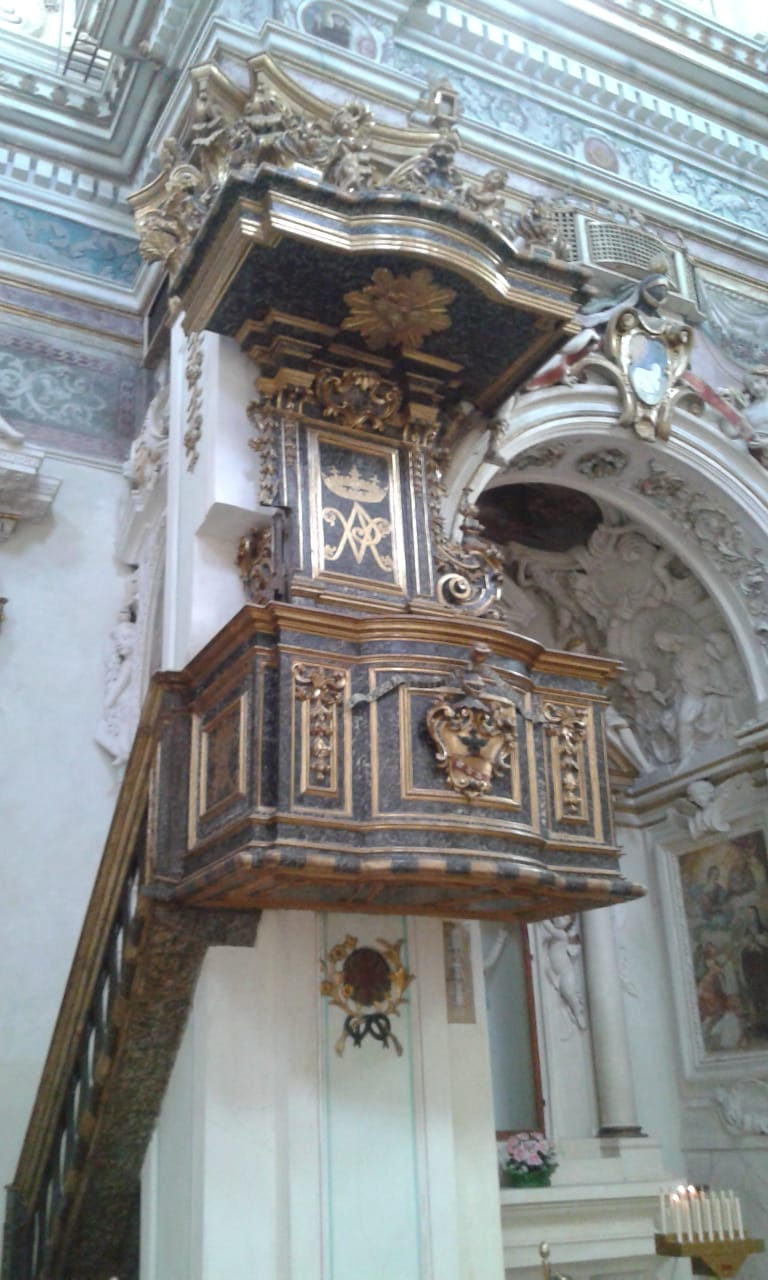
Pulpito del 1724 con lo stemma patrizio dei Valignani
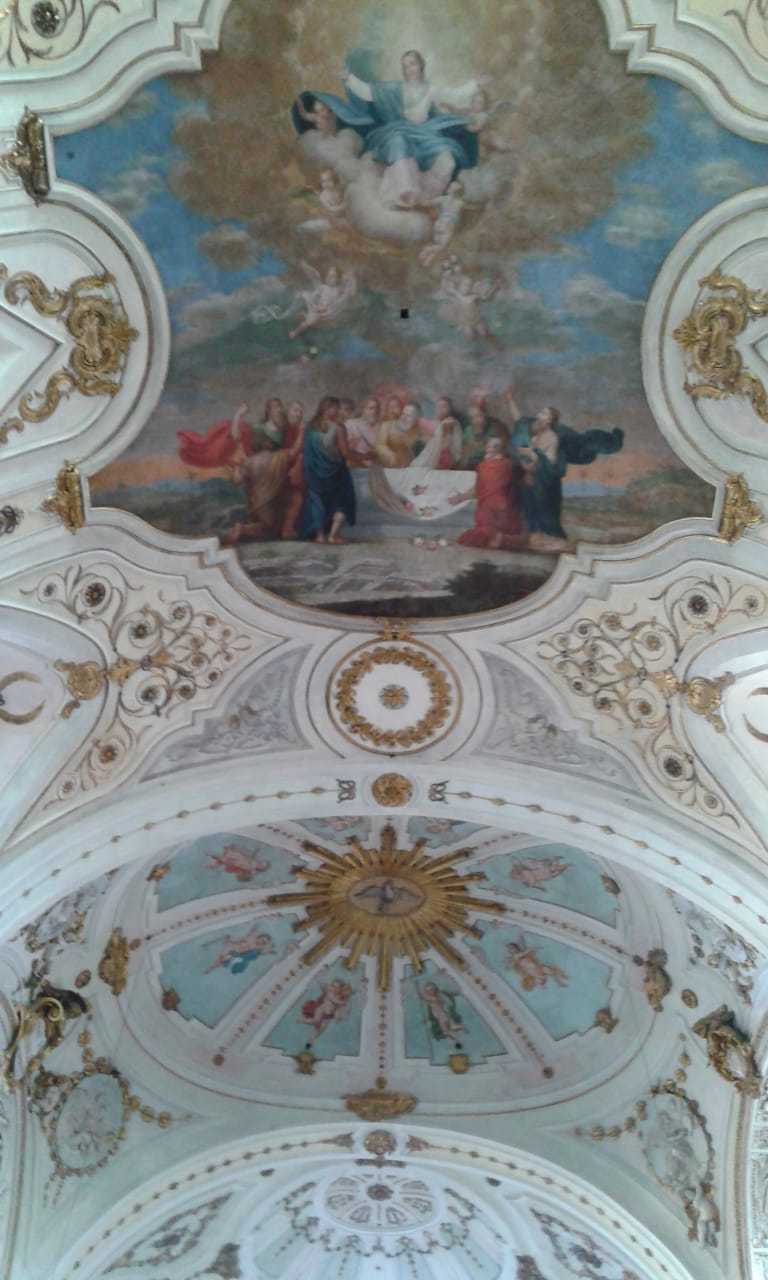
Navata, volta centrale con l'Assunzione di Maria, opera di Raffaele Del Ponte

- Chiesa di Santa Chiara: la chiesa si affaccia nella zona mediana di via Arniense, fu edificata nel 1644 sopra l'antico convento delle Clarisse (XIII secolo) fuori le mura, quando le monache vennero trasferite nel quartiere Terranova o Piano Sant'Angelo, oggi delimitato da via Arniense. Nel 1557 le suore furono costrette a cedere il monastero ai frati Cappuccini, ottenendo in cambio un sito in località Santo Spirito per poter ricostruire la chiesa. L'intento delle suore era quello di realizzare un edificio molto più imponente, tanto che per quanto si riuscì a realizzare, il nuovo monastero delle Clarisse fu uno dei più importanti d'Abruzzo.
I lavori strutturali durarono circa un secolo, anche se nel 1720 parte della chiesa era compiuta, come testimonia l'iscrizione di consacrazione presso il portale. La chiesa presenta la struttura conventuale abruzzese tipica del periodo a cavallo tra Seicento e Settecento. Un'aula unica con copertura a botte e due cappelle per lato sbocca in un transetto più grande, una piccola cupola ovale sovrasta il presbiterio. I lavori di decorazione, consistenti negli stucchi, si volsero tra il 1680 e il 1790, e manifestano una matrice prevalentemente barocca, seppure è possibile rintracciare elementi di gusto tardo settecentesco. Infatti è utile distinguere due modi decorativi corrispondenti a due fasi diverse: quello plastico scultore degli altari laterali e quello tardo barocco di festoni e ghirlande. Gli autori sono di scuola lombarda, tra cui Carlo Piazzola e Alessandro Terzani.

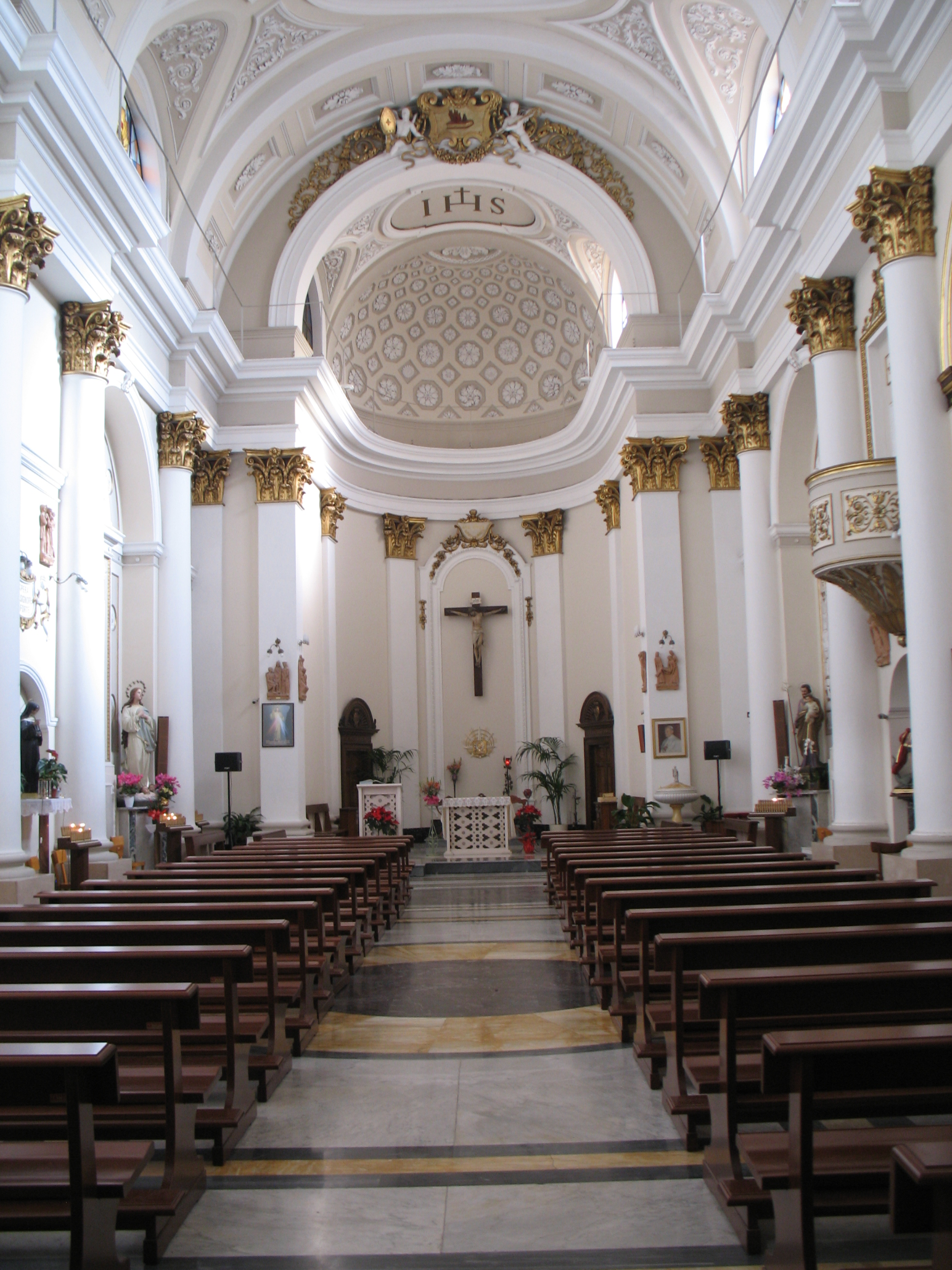
Interno, panoramica della navata
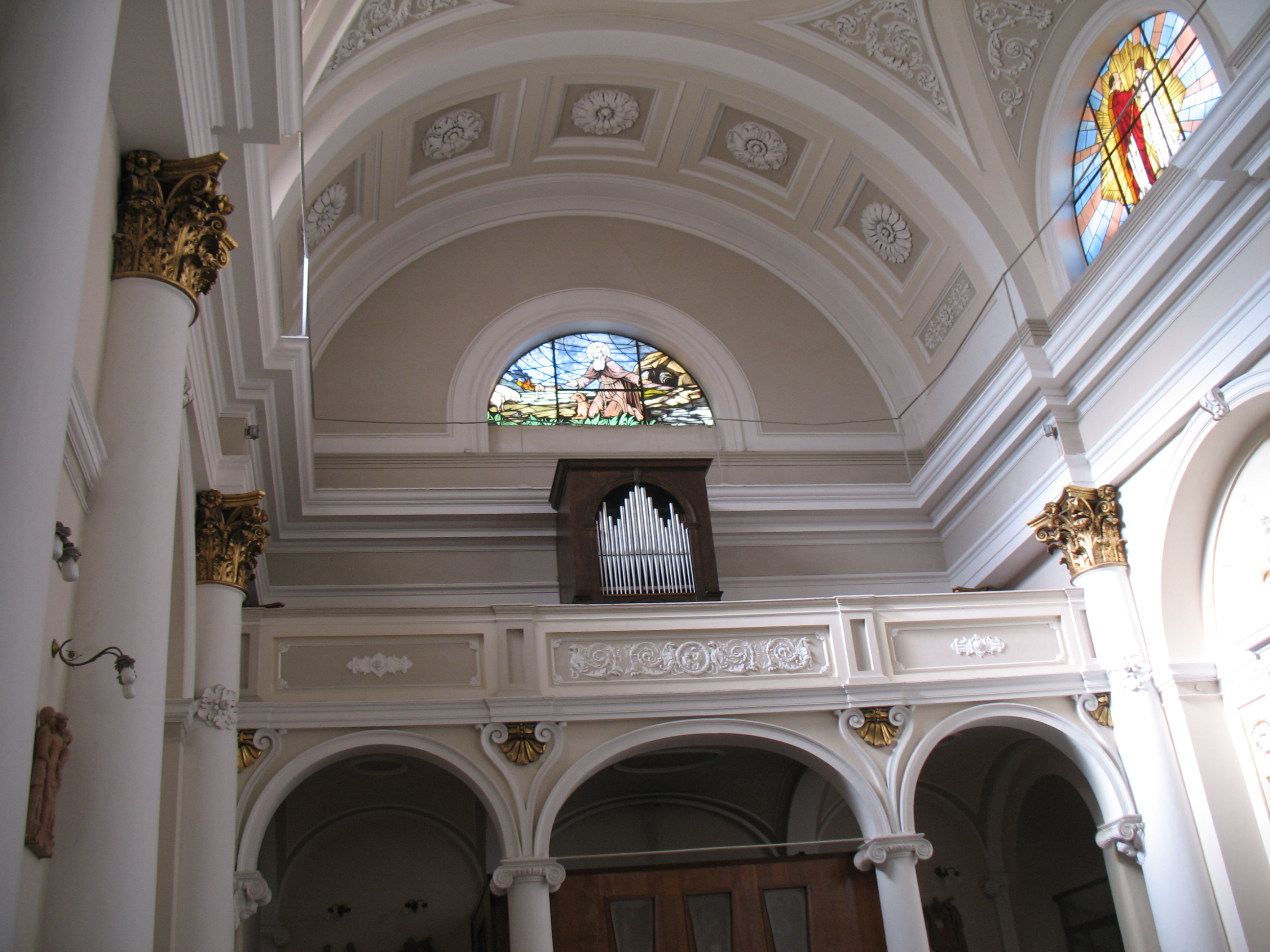
Controfacciata
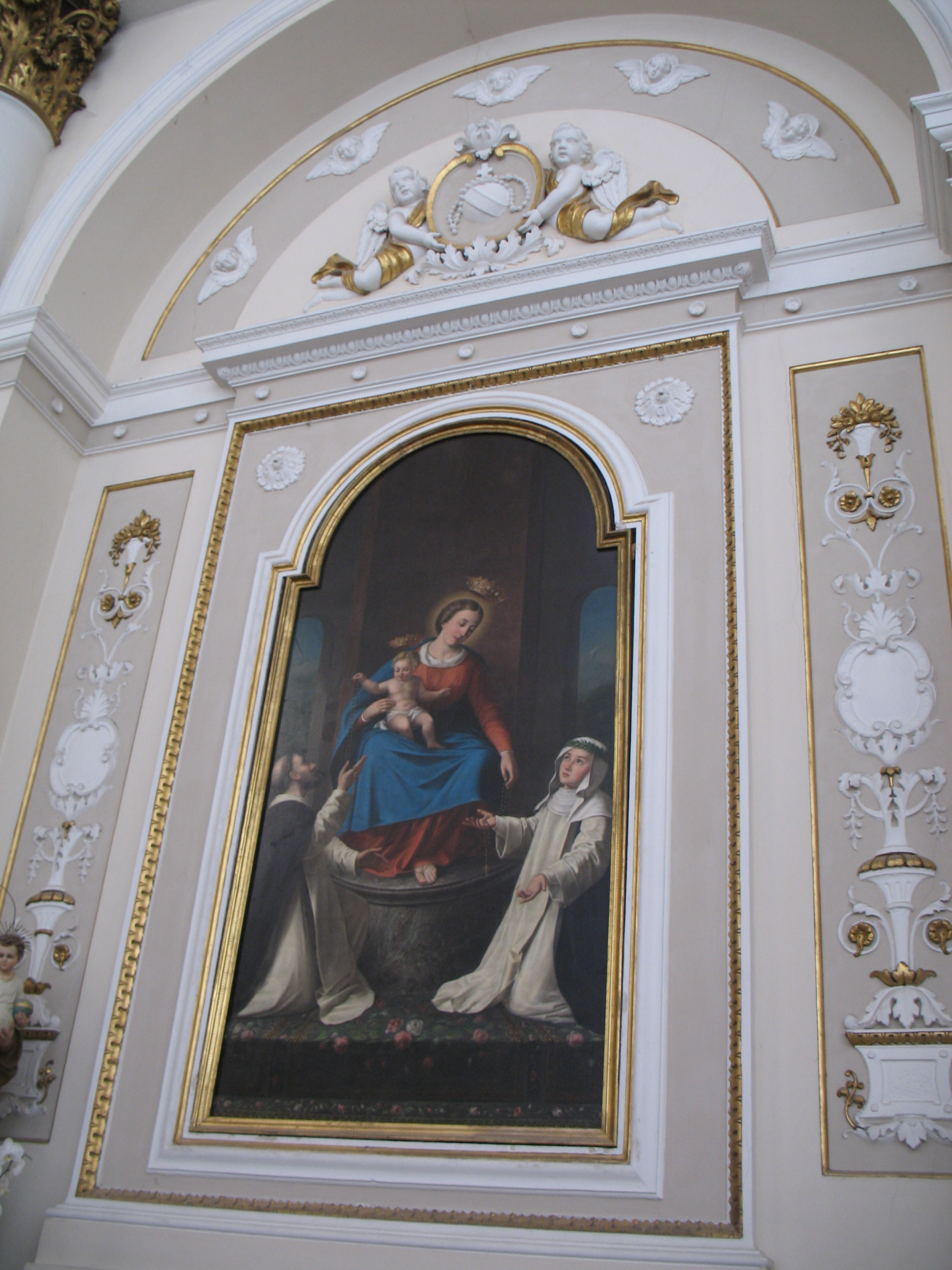
Madonna col Bambino tra Santa Teresa e San Domenico
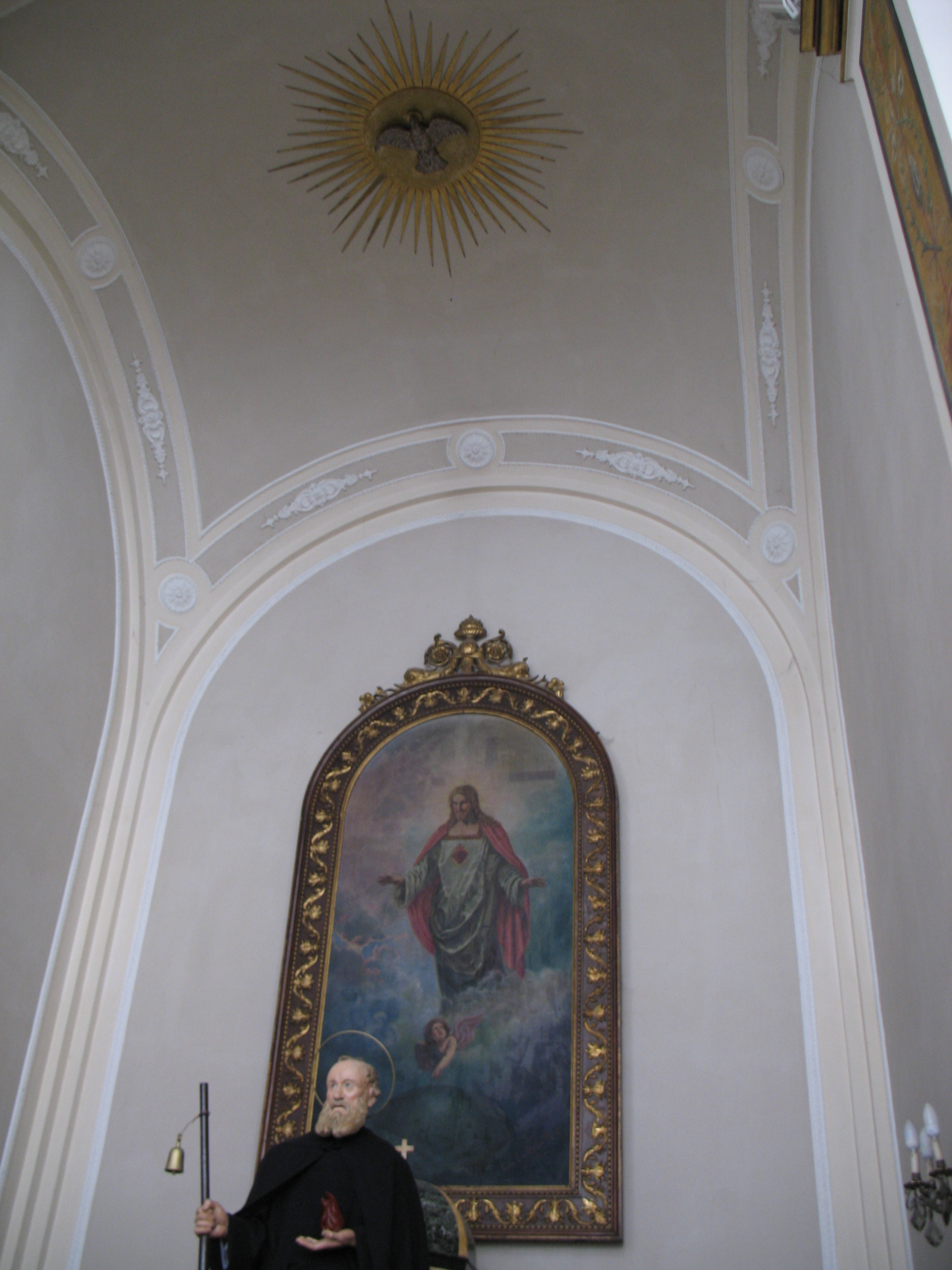
Cappella del Sacro Cuore e statua di San Gaetano
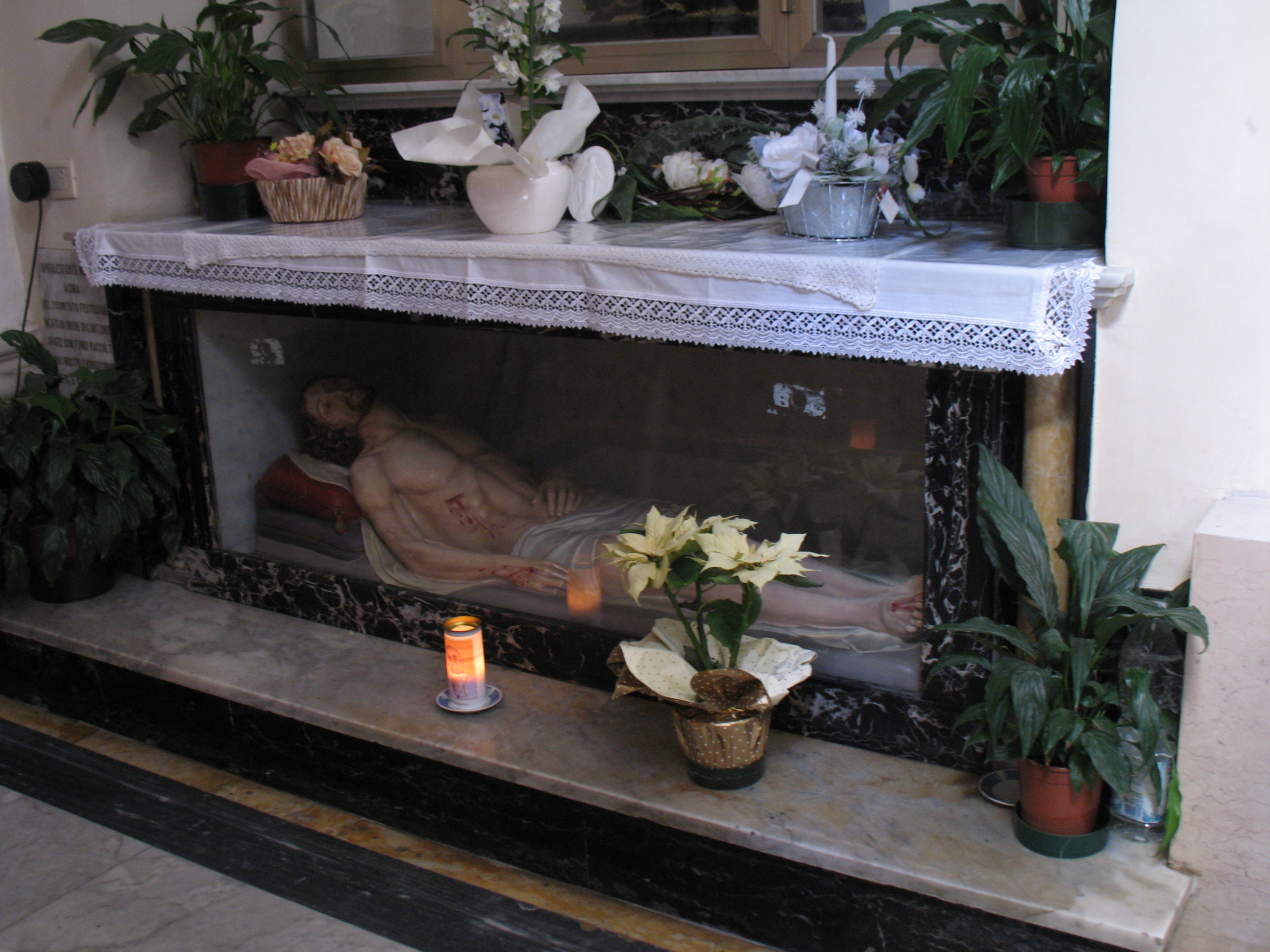
Cristo morto

- Chiesa di Sant'Antonio Abate: si trova lungo via Arniense, venendo da piazza Garibaldi, è risalente al XIII secolo, completamente ristrutturata tra il Settecento e l'Ottocento. La facciata neoclassica mostra di rilevante soltanto il portale gotico del 1375, opera di Angelo Di Pietro: esso presenta strombature, poggiando su due colonne tortili che sostengono una ghimberga, la quale inquadra la lunetta affrescata nel Cinquecento, con il ritratto della Madonna col Bambino. Sopra le colonne due leoni accovacciati controllano l'ingresso. L'architrave neoclassica è molto semplice e schematizzata.

L'interno barocco è a navata unica, scandito da colonne coronate da capitelli corinzi dorati, le quali inquadrano delle nicchie con statue. Il pulpito ligneo si trova a destra, presso il presbiterio c'è una falsa cupola che poggia su pennacchi, e la volta dell'altare è ornata da ricami a stucco geometrici. Le statue sono recenti, così come le tele sono del primo Novecento, raffiguranti il Sacro Cuore e la Madonna col Bambino tra santi.
L'organo si trova sopra una cantoria che sovrasta l'ingresso, addossata alla controfacciata.
Molto prezioso è appunto quest'organo, realizzato nel 1892 da Pacifico Inzoli, come testimonia il cartiglio posto all'interno della secreta del somiere maestro. Lo strumento è posto sopra la porta d'ingresso, in una cantoria in muratura sorretta da colonne, con parapetto rettilineo caratterizzato da specchiature decorate da festoni a stucco. La cassa è in legno di color marrone con profilo piatto a unica campata, ed è sormontata da un piccolo cartiglio bianco. Le 21 canne di facciata sono di stagno, tinte in argento, distribuite in unica campata a formare tre cuspidi. I medaglioni sono mistilinei, di semplice fattura, con capostasti integrati. La pedaliera cromatica è piatta, costituita da 18 pedali a estensione reale. Il somiere maestro è in noce, a tiro chiuso da due ante, e contiene all'interno 54 ventilabri a cuneo, con guide frontali e chiusura sul tirante con borsino di pelle, 12 stecche.
- Chiesa di San Giovanni Battista dei Cappuccini: si trova alla fine di via Sette Dolori, era annessa a un monastero che occupava tutto l'isolato compreso tra piazza Garibaldi e via Bernardo Valera, oggi sconsacrato. Esistente sin dal XIV secolo circa, il monastero fu ampiamente ristrutturato nel XVIII secolo, tuttavia conservando i caratteri austeri tipici delle chiese cappuccine, con la navata unica voltata a botte, decorata soltanto nell'altare monumentale con il tabernacolo ligneo. ristrutturato nel Settecento e intitolato a San Giovanni Battista dopo la demolizione della vecchia chiesa di San Giovanni dei Cavalieri nel rione omonimo. L'attuale facciata è il risultato degli interventi di restauro del 1941, in essa si nota di interesse solo il piccolo portale in pietra medievale, inquadrato in una cornice barocca, e sormontato da un finestrone centrale. L'interno ha navata unica, con volta a botte lunettata, e quattro cappelle laterali tra loro comunicanti, poste sul lato sinistro.
L'abside è rettangolare, completamente occupata dall'altare maggiore. Tale altare è stato realizzato in noce con particolari in ebano e altri legni preziosi, costituendo il capolavoro dei Frati Marangoni. L'altare è caratterizzato da finezza esecutiva, con colonne e intarsi. La cimasa racchiude l'immagine di Dio benedicente; alla base delle colonne due piccoli tempietti ornati ripropongono in miniatura il disegno dell'insieme, mentre le porta laterali che immettono nel coro sono sovrastate da due grate lignee, caratterizzate da intreccio raffinato.
Il ciborio di fine fattura è a forma di tempio a più piani, con piccola cupola su cui svetta Dio Padre. La pala di vaste proporzioni è di scuola veneta, di fine Cinquecento, raffigurante l' "Incoronazione della Vergine in trionfo": la Madonna è ritratta con Gesù Bambino, con sotto San Giovanni, San Francesco, Sant'Antonio di Padova, Santa Chiara, Maria Maddalena e Santa Caterina. Alla base, dietro il ciborio c'è lo stemma dei Valignani. Presso le cappelle gli altari sono stati eseguiti dai Frati Marangoni; nella prima cappella c'è la "Deposizione" con San Tommaso, San Giustino, San Bonaventura e San Francesco. Nella terza cappella l'altare mostra Cristo risorto tra la Vergine, San Francesco e San Felice. Vi si trova anche il sepolcro del duca Michele Bassi Valignani d'Alanno, realizzato bel 1844. La quarta cappella mostra la gloria di San Felice con riquadri che mostrano i suoi miracoli.

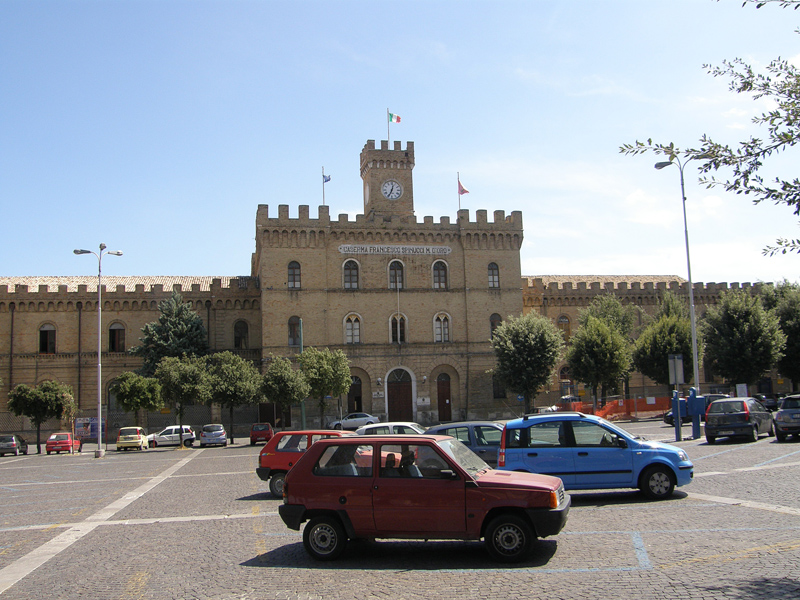
Caserma Spinucci

- Chiesa ed ex convento dell'Addolorata: in Via Sette Dolori, risale al XVIII secolo, da anni è in abbandono, necessita di lavori di ristrutturazione. Occupa la porzione di via dei Sette Dolori, Largo Addolorata, via Sant'Eligio.
- Ex chiesa della Maddalena - via C. De Attiliis: risale al XVII secolo, ha impianto rettangolare, ed è annessa al convento, che è stato riadattato a scuola infantile e poi a casa di riposo. La chiesa ha una facciata simile alla storica chiesa di San Domenico che si trovava al posto del palazzo del Governo, è a navata unica. Il campanile a torre è rettangolare.
- Caserma militare "Francesco Spinucci" : è stata realizzata nella seconda metà dell'Ottocento, intitolata a Vittorio Emanuele II, e poi a Francesco Spinucci (1915-1940), ufficiale decorato della Medaglia d'oro al Valor Militare. Dal 1967 al 2005 fu sede del Distretto Militare N. 9, e dal 2005 sede del Centro Documentale di Chieti dell'Esercito Italiano. Il palazzo si affaccia su Piazza Garibaldi, appena fuori Porta Sant'Anna, ha un aspetto di palazzetto a castello in stile neogotico, dai cui bracci laterali partono delle mura che compongono un piano quadrangolare con torrioni angolari, la cui area è adibita a piazza d'armi. Il palazzetto principale che si affaccia sulla piazza è diviso in tre settori da cornici, mentre agli angoli dei corpi di fabbrica lievemente aggettanti compongono delle torri che richiamano quelle dei castelli medievali, terminanti con merlature, così come la torre centrale che si erge sopra il tetto del palazzo, che ospita l'orologio. L'ordine delle finestre è a bifore gotiche, tranne le aperture del lato di base. Lo stesso modello gotico è ripreso dalle finestre delle due ali laterali della caserma, con sulla sommità del tetto beccatelli e archetti pensili, in ripresa del modello dei castelli aragonesi.

Prospetto della chiesa del Sacro Cuore
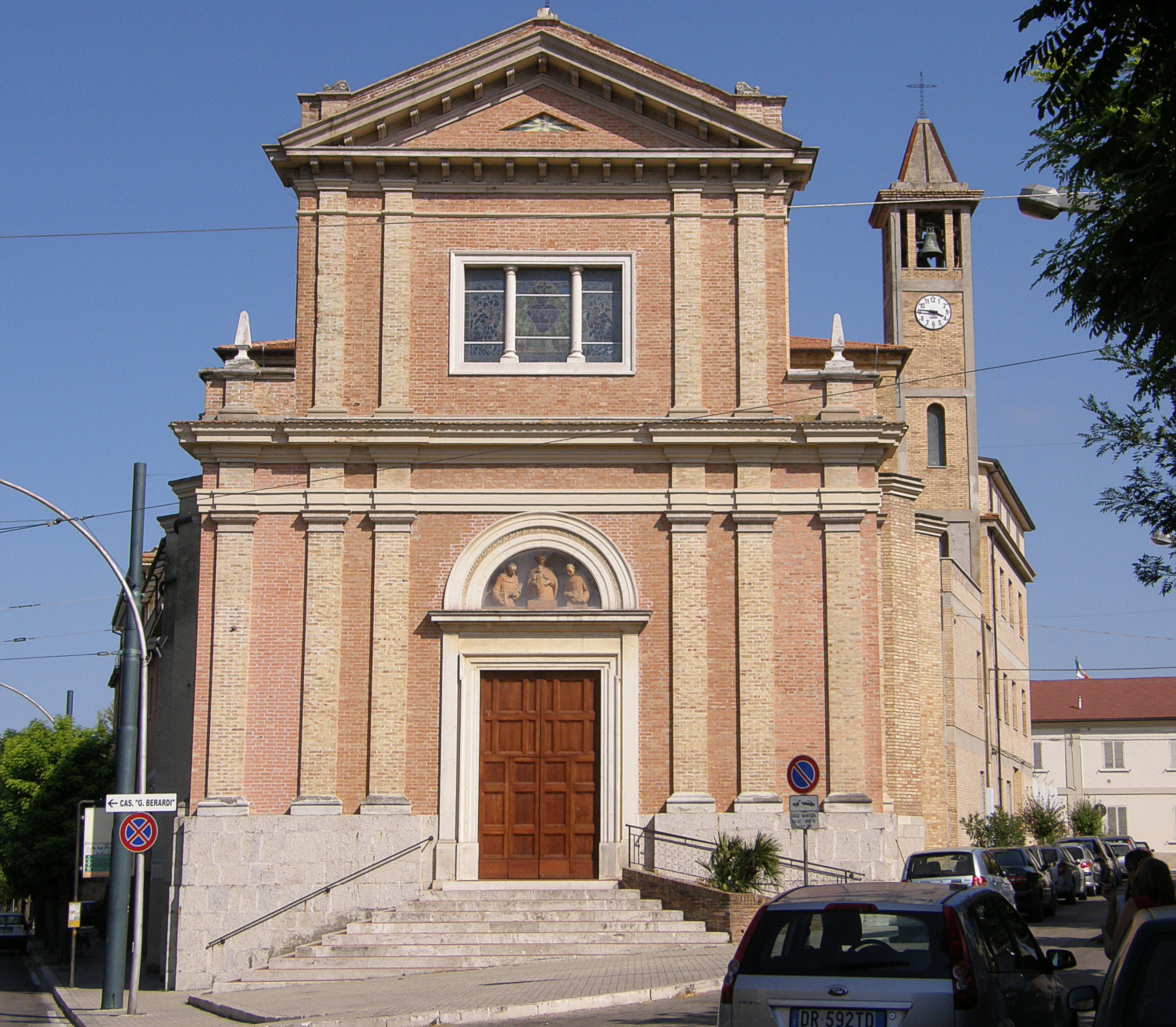
Facciata
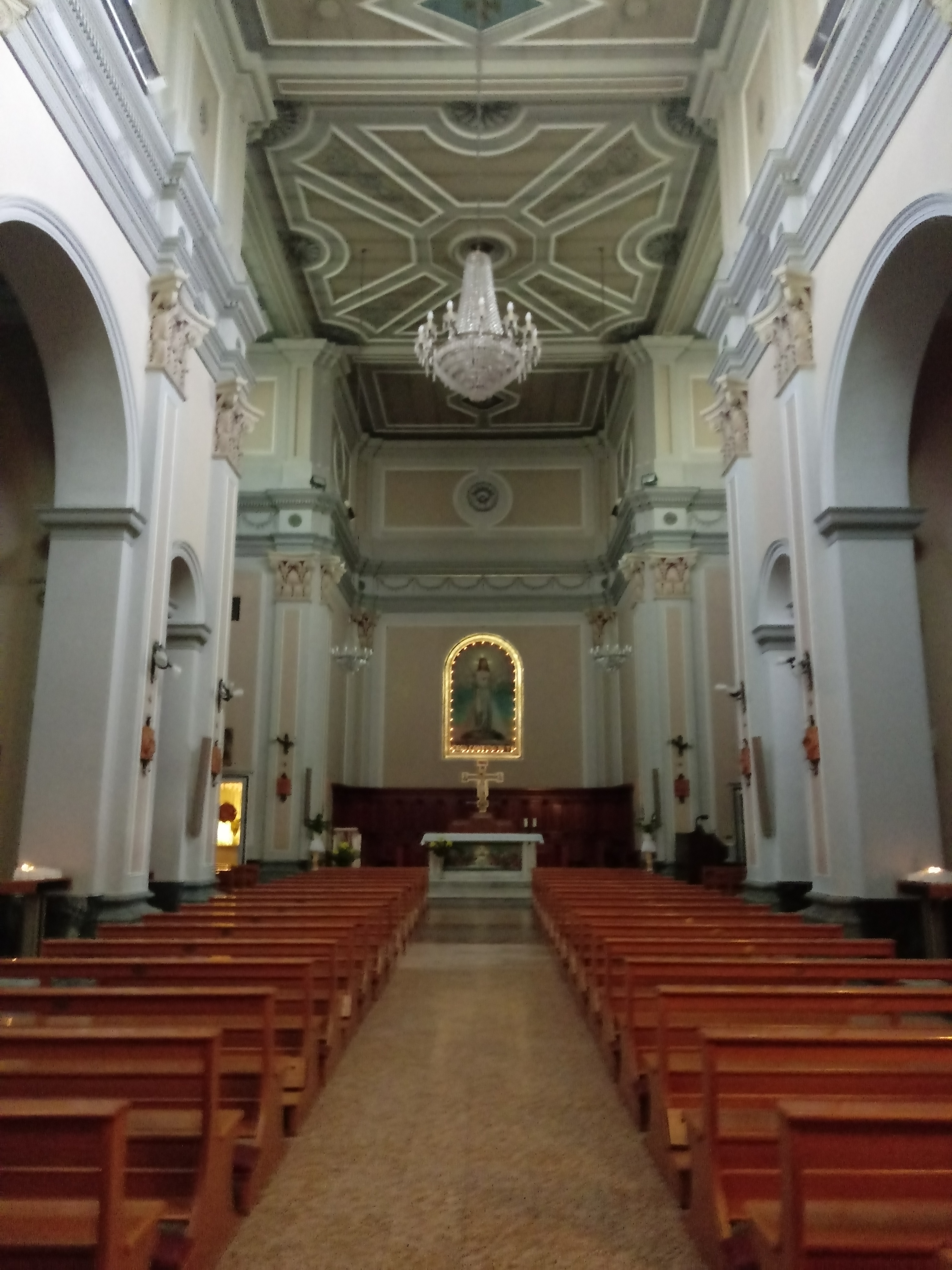
Interno

- Chiesa del Sacro Cuore di Gesù: la chiesa è stata realizzata fuori dalla città, lungo la strada per il borghetto Sant'Anna (via Alessandro Valignani) sul finire dell'800, e successivamente ampliata negli anni '20, come nuova parrocchia fuori le mura. Prima dei rifacimenti del Ventennio la chiesa non aveva un precisato stile architettonico, e oscillava tra il neoclassico e il tardo settecentesco rurale. Conserva uno stile eclettico che concilia neoclassicismo e modernismo. La pianta è rettangolare, con facciata scandita da cornicioni e paraste, che inquadrano il portale in stile tardo romanico, a tutto sesto, con lunetta ornata da un gruppo scultoreo di Cristo tra santi. Nel lato centrale della facciata si trova un finestrone tripartito da due colonne. L'interno a tre navate pseudo-neoclassiche con capitelli corinzi in cima alle paraste di divisione, è semplicemente decorato da pannelli in stucco presso il soffitto rettangolare, e lungo i bracci del transetto. L'abside è rettangolare, piatto, con un quadro monumentale che raffigura Cristo risorto.

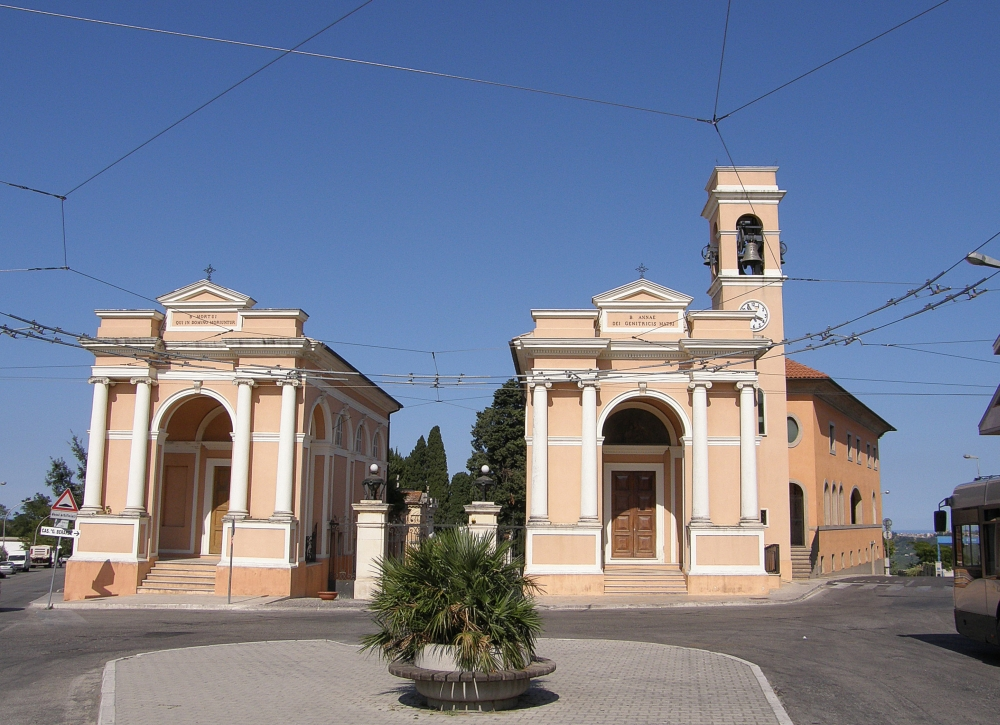
Chiesa di Sant'Anna

- Chiesa di Sant'Anna : la chiesa si trova all'ingresso del monumentale cimitero di Chieti, prima del XIX secolo situato in una zona campestre, successivamente urbanizzato nel Novecento. La chiesa forse esisteva già dal XIII secolo, essendo il culto di Sant'Anna molto antico a Chieti, e come dimostra anche una statua della "Sant'Anna Metterza" del XIII secolo, composta da Anna che sorregge la Vergine fanciulla che a sua volta tiene il Bambino. Tale statua per motivi di sicurezza è stata trasferita nel Museo Diocesano Teatino. Comunque sia, il complesso chiesastico è stato completamente rimodellato nel corso dell'Ottocento, assumendo una connotazione neoclassica, fungendo inoltre da pilastro principale, insieme a una seconda cappella identica laterale, per l'accesso primario al camposanto.
La facciata è preceduta da un'edicola ad arco a tutto sesto, e nella zona laterale c'è un portico ad arcate. La facciata è inquadrata da una coppia di doppie paraste ioniche, ornata da una cornice marcapiano verso la sommità, che divide il piano dall'architrave a timpano triangolare. Sulla destra si innalza il campanile turrito con concerto di 5 campane a slancio e un orologio. Come detto, la cappella laterale sulla sinistra è identica per planimetria alla chiesa, ma senza il campanile.

L'interno è ad aula unica, molto semplice, con abside semicircolare e finestre, è stato ristrutturato pesantemente negli anni '60 mostrando dunque uno stile moderno, in contrasto con l'equilibrato neoclassicismo esterno, è scandito presso le pareti da paraste a capitello. Ha un monumentale fonte battesimale.

## Strade e piazze - Mura

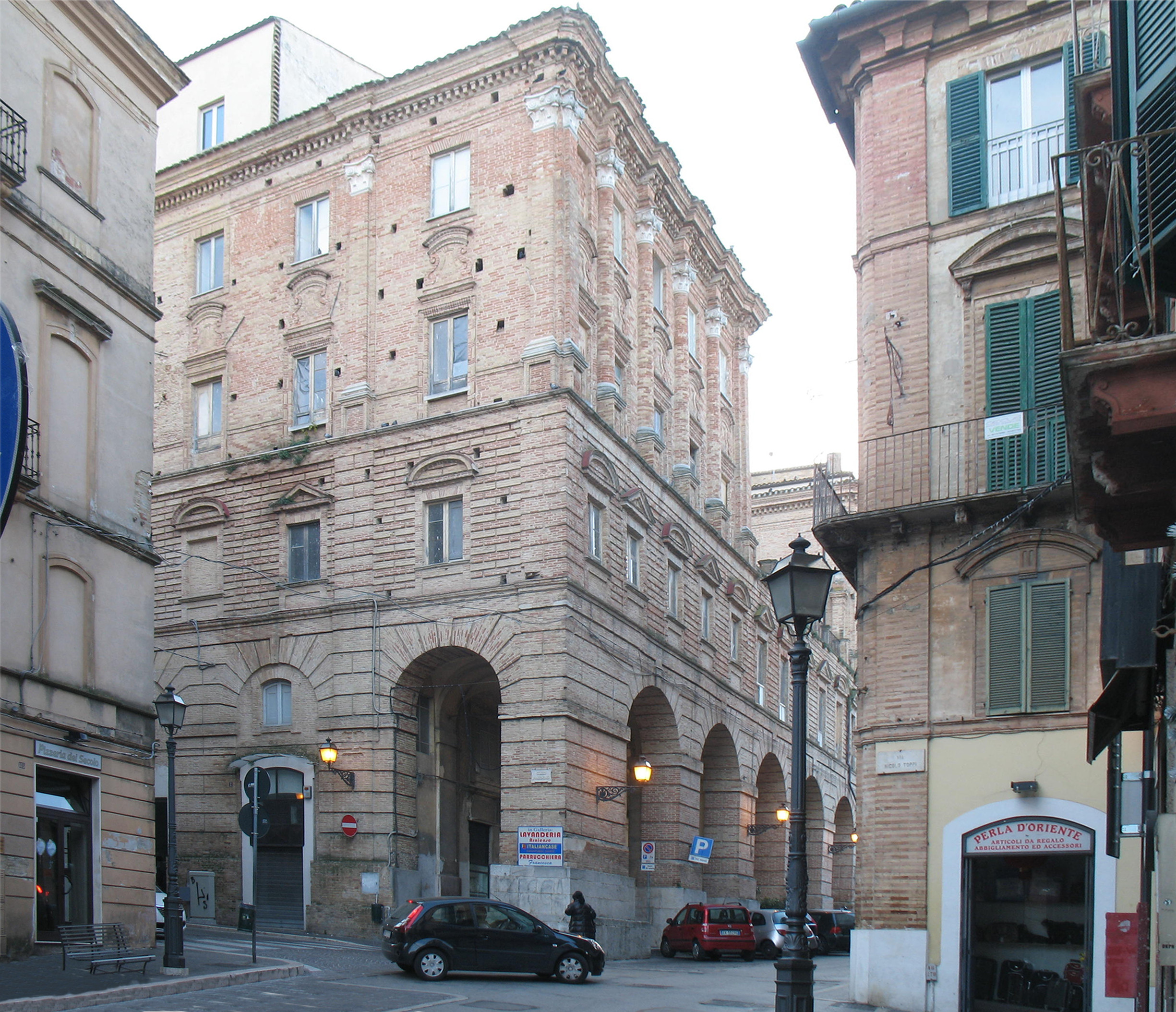
Ex seminario diocesano, via Ariense

- Piazza Giacomo Matteotti: detto anche dalla gente locale "piano Sant'Angelo" o Largo Garisio sino agli anni '50. Vi sorgeva una chiesetta longobarda dedicata a San Michele, cui la gente era molto devota. La devozione per il santo continuò anche dopo la sconsacrazione del convento delle Clarisse, uu via Arniense, adibito a Comando provinciale dei Carabinieri; essendo San Michele patrono dei poliziotti, nei primi anni 2000 si istituì una colletta per finanziare la costruzione di una statua dedicata al santo, che è stata realizzata e collocata su piazza Matteotti nel 2015, nelle vicinanze del sito dell'ex chiesa, demolita nel 1937. Il piazzale conserva molto bene le architetture civili del tardo Ottocento, eccettuato un palazzone a grattacielo degli anni '60.
- Via Arniense: stradone principale della città, che dalla zona dell'ex porta Sant'Anna, da piazza Garibaldi, collega questo quartiere al corso Marrucino, all'altezza dell'ex seminario diocesano teatino (piazzetta Zuccarini). Vi si affacciano la chiesa di Santa Chiara e verso est la chiesa di Sant'Antonio abate.

- Porta Sant'Anna: si trovava in piazza Garibaldi, all'imbocco di via Arniense. Sopra i ruderi di un contrafforte negli anni '30 è stata costruita una scuola elementare. Il tratto murario di questo quartiere è ben visibile, misto alle case, in via Federico Salomone, dove si vede una torretta circolare semi-inglobata in una casa, e in via Nicola da Guardiagrele,  sottol'orto dell'ex monastero delle benedettine.